# Изобразительное искусство Израиля

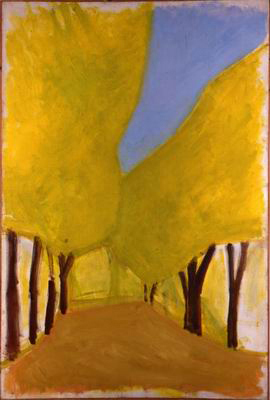
«Бульвар рожковых деревьев», Ори Райзман, 1960 (Музей Израиля)

Изобразительное искусство в Израиле — один из видов пластического искусства Израиля. Развивалось под влиянием международного изобразительного искусства и во взаимосвязи с еврейским изобразительным искусством, которое, в свою очередь было частью еврейской культуры. Включает в себя различные виды живописи, графики, израильской скульптуры, фотографии и декоративно-прикладного искусства. В еврейской культуре создание изображений запрещалось Торой: «Да не будет у тебя божеств чужих пред Моим лицом. Не делай себе изваяния и никакого изображения того, что на небе, вверху, и что на земле, внизу, и что в воде, ниже земли (Исх. 20:3—6).

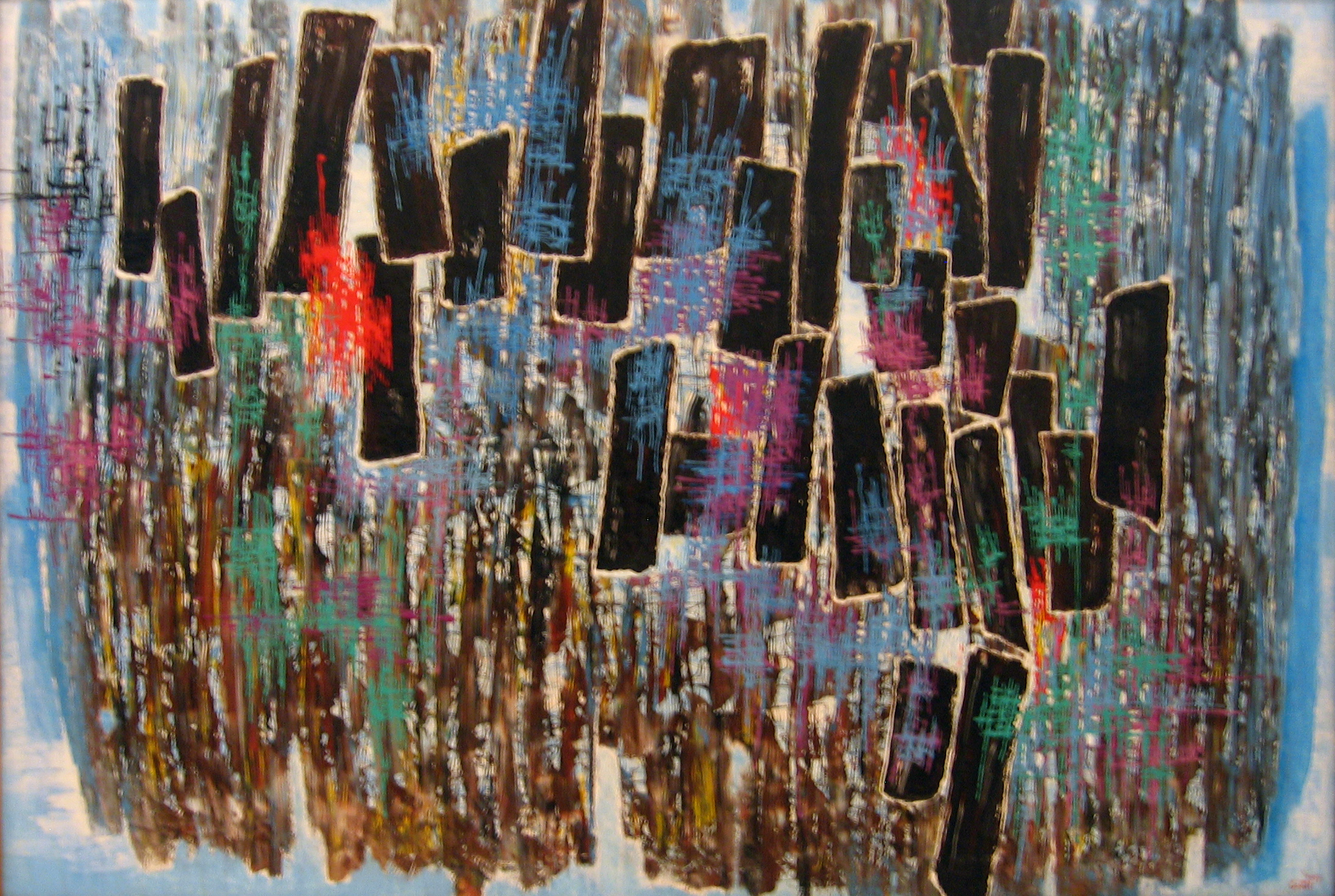
«Аллилуйя», Моше Кастель (Художественный музей Моше Кастеля, Маале-Адуммим)

Вопреки библейским запретам, сионисты считали необходимым создание израильского изобразительного искусства, но не в изгнании, а на своей земле. Израильское изобразительное искусство было создано в конце XIX века в османской Палестине израильскими художниками.
Израильское изобразительное искусство начиналось с декоративного искусства религиозной тематики и тематики Святой Земли в рамках ориентализма (противопоставление Восток-Запад).
С 1906 года, времени основания академии искусств „Бецалель“, началось развитие не только модерна (стиль Бецалель), но и различных течений модернизма (стиль Эрэц Исраэль и другие).
Представители различных стилей проводили совместные выставки в Башне Давида в Иерусалиме, из-за чего этот период был назван периодом Башни Давида.
В 1920-е годы, после того, как в Тель-Авив бежали многие еврейские художники, спасающиеся от погромов в Европе, израильское изобразительное искусство находилось под влиянием Парижской школы.
К 1923 году наметились признаки переноса центра культурной жизни Британской Палестины из Иерусалима в Тель-Авив. Именно в Тель-Авиве в 1937 году была учреждена муниципальная премия Дизенгофа, которой с тех пор ежегодно награждаются художники и скульпторы.
В 1930-е годы, с притоком беженцев из Германии, спасавшихся от Холокоста, израильское искусство испытало влияние немецкого искусства (Новая вещественность).
В 1940-е годы движение ханаанейцев вернулось к архаичным формам и стилям первобытного искусства Плодородного полумесяца.
В 1950-х годах художники-иммигранты привнесли тенденции авангарда в Израиль, создав израильский авангард в духе националистического социализма и сионизма (группа художников Новые горизонты).
В 1960-х годах в Израиль начали проникать американские художественные влияния (абстрактный экспрессионизм, поп-арт, арте повера).
В 1970-х годах израильское изобразительное искусство стало протестным, его темами стали милитаризм, арабо-израильский конфликт, начало развиваться концептуальное, постконцептуальное искусство (безразличие к сионистской эстетике, регионализму).
В 1980-х годах международные тенденции постмодернизма проникли и в Израиль, большинство художников вернулись к живописи, намеренно сочетая „высокое“ и „низкое“, одновременно усилились протестные направления. В этот период художественная фотография из незначительной области искусства превратилась в значимую.
С 1990-х годов заметно увеличилась значимость фотографии, инсталляции и видео-перформанса.
В 2008 году прошла выставка, посвящённая 60-летию образования государства Израиль, на ней был подведен итог 1950-х—1960-х годов в израильском искусстве (авангард).
В 2013 году была основана Иерусалимская биеннале, как платформа для современных художников еврейского содержания и традиций.
Изобразительное искусство Израиля охватывает широкий спектр техник, стилей и тем, отражая попытки сформулировать национальную идентичность.
Информационный центр израильского искусства документирует историю израильского искусства.

## XIX век — начало 1900-х годов. Декоративное искусство

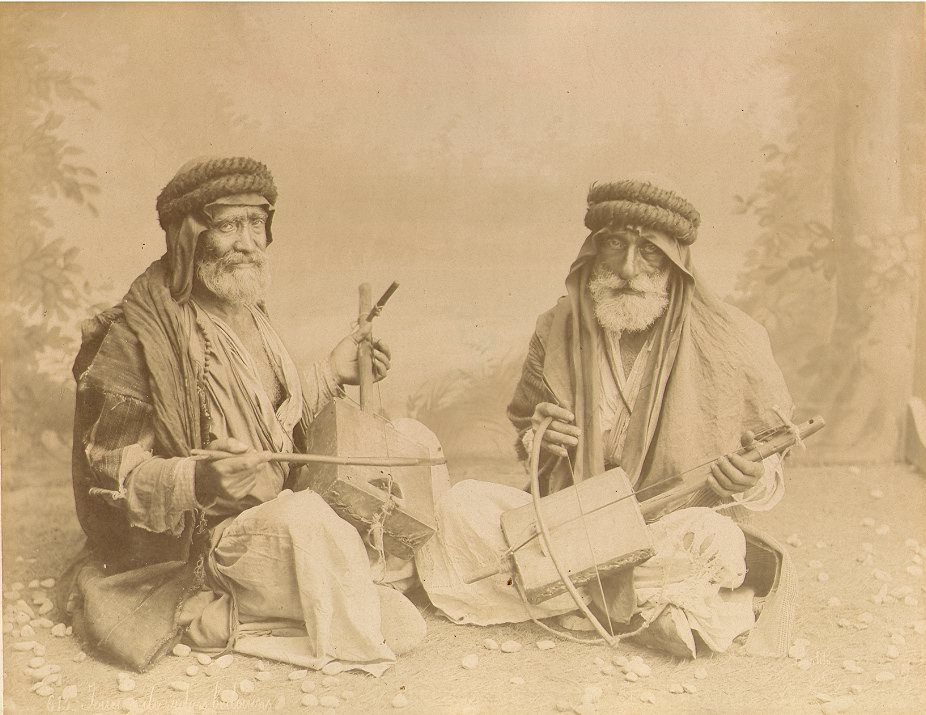
Феликс Бонфис
Бедуинские скрипачи, 1880-е гг.

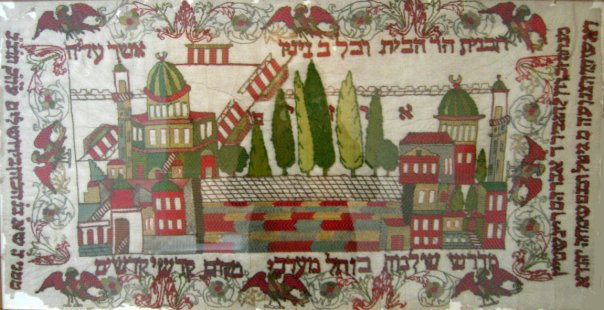
Карта и постройки Храмовой горы, конец XIX века, вышивка, частная коллекция.

До XIX века памятники изобразительного искусства Израиля представляли собой:
- фрески и мозаики в античных синагогах
- средневековые иллюминированные рукописи
- гравированное церемониальное серебро
- рельефы на надгробиях
- росписи восточноевропейских синагог Нового времени.

Малое количество форм изобразительного искусства формировало мнение о том, что евреи были народом „без искусства“. С другой стороны возник идеализированный образ иудаизма как религии чистого духа», противопоставляющей себя визуальным искусствам и не нуждающейся в них.
Раннее искусство Палестины XIX века (в составе Османской империи) представляло собой, в основном, декоративное искусство религиозного характера (иудаизм или христианство), созданное для паломников.
Это были предметы, украшенные графическими мотивами:
- декорированные таблички
- мыло с тиснением
- резиновые штампы и другое.

В небольших ремесленных мастерских еврейских поселений художники занимались ювелирным делом, вышивкой, изготовлением амулетов. Моше Бен Ицхак Мизрахи из Иерусалима изготавливал «шивити» (медитативные пластинки для созерцания имени Бога) на стекле и амулеты на пергаменте, вдохновляясь видами на Храмовую гору и Стену Плача, библейскими мотивами Жертвоприношения Исаака, Книги Эстер.
Сионисты выступали за:
- национальное возрождение и дальнейшее развитие еврейской культуры на Святой земле
- всемерную поддержку нового израильского искусства на Святой Земле
- свободное развитие и расцвет изобразительного искусства на Святой Земле.

Поддержка выражалось в создании, Всемирным еврейским союзом, в 1868 году, в Иерусалиме, школы «Тора ве-Мэлаха» (ивр. תורה ומלאכה‎, «Тора и ремесло»). В этой школе, в мастерских (созданы позже, в 1882 году), изготовлялись прикладные предметы искусства в стилях неоклассицизма и барокко, при этом ручной труд сочетали с современными машинами.
Востоковеды нуждалось в рисунках, а затем в фотографиях святых мест и образа жизни на Востоке. Выдающиеся фотографии Святой Земли последних десятилетий XIX века сделал французский фотограф Феликс Бонфилс. Фотографии делались только при дневном свете из-за ограничений фотографии того времени, превалировал этнографический подход со статичными и стереотипными изображениями. Местный палестинский фотограф Халил Раад также был сосредоточен на этнографии. Многие фотографы были армянами, работавшими коммерческими фотографами в Османской империи и соседних странах.
До начала XX века в самой Палестине не существовало традиций изобразительного искусства. Картины «Святой Земли» писали европейские приезжие художники.

## Стиль «Эрец Исраэль», 1906—1932 годы

### Стиль Бецалель

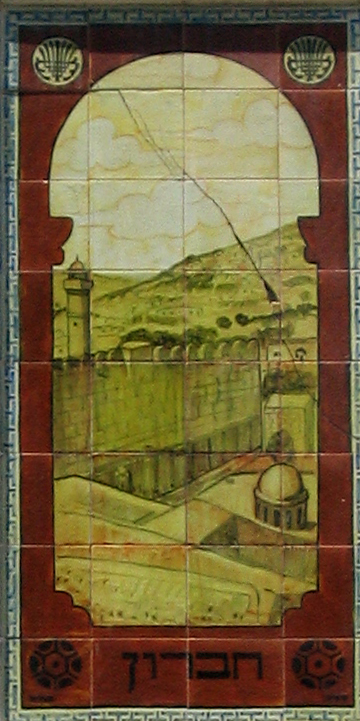
«Хеврон», самодельная глазурованная плитка, изготовленная в керамической мастерской в Бецалеле.

В 1906 году, в Иерусалиме, Борисом Шацем была основана художественная школа Бецалель, сформировавшая традиции современного искусства в Палестине, которая тогда находилась в составе Османской империи, так называемый стиль Бецалель. Иерусалим стал центром культуры и искусства страны.
Стиль Бецалель соединил:
- библейские сюжеты (возвращение в Сион из вавилонского изгнания, Хасмонейское царство Израиля 140-37 гг. до н. э.)
- исламский дизайн
- европейские традиции живописи
- сионизм с его стремлением к развитию еврейских поселений на Святой Земле.

Иногда текст становился главным элементом композиций. Большое влияние на стиль Бецалель оказали европейский модерн, британское движение «Искусства и ремесла.» Логотип ежеквартального журнала «Ялкут Бецалель», разработанный Зеевым Рабаном (один из создателей стиля Бецалель), совмещал херувимов с художником, скульптором, лампочником и ковровщиком. Подпись под логотипом гласила:
«Труд — плод; искусство — бутон; искусство без души — как молитва без убеждения».
Видение Борисом Шацем школы Бецалель включало идею практики, соединённой с изучением искусства. Самая известная скульптура Бориса Шаца — Маттитьяху Хасмоней (1894), изображает национального героя Маттафию Хасмонея, с мечом в руке попирающего греческого солдата. Эта работа обнаруживает влияние скульптуры эпохи Возрождения (в частности скульптора Донателло).
Совершенно другой дух принёс в Бецалель художник-реалист Самуил Гиршенберг, писавший еврейские сюжеты в рамках европейской академической живописи.
Художник Зеев Рабан создал множество графических работ в духе модерна, его пейзажи Святой Земли и персонажи из Библии были выполненные в неоклассическом стиле.
Известными художниками-преподавателями Бецалеля были: Эфраим Моше Лилиен, Арнольд Лаховский, Адольф Беэрман, Шмуэль Леви (студент первого выпуска школы Бецалель).
Академия Бецалель закрылась в 1929 году, в её здании остался музей, коллекция которого, в конечном итоге, послужила основой для Художественного крыла Музея Израиля в Иерусалиме.
Тем не менее стиль Бецалель сохранялся в архитектуре (керамическая плитка, декоративный подход).

### Модернистское движение «Земля Израиля»

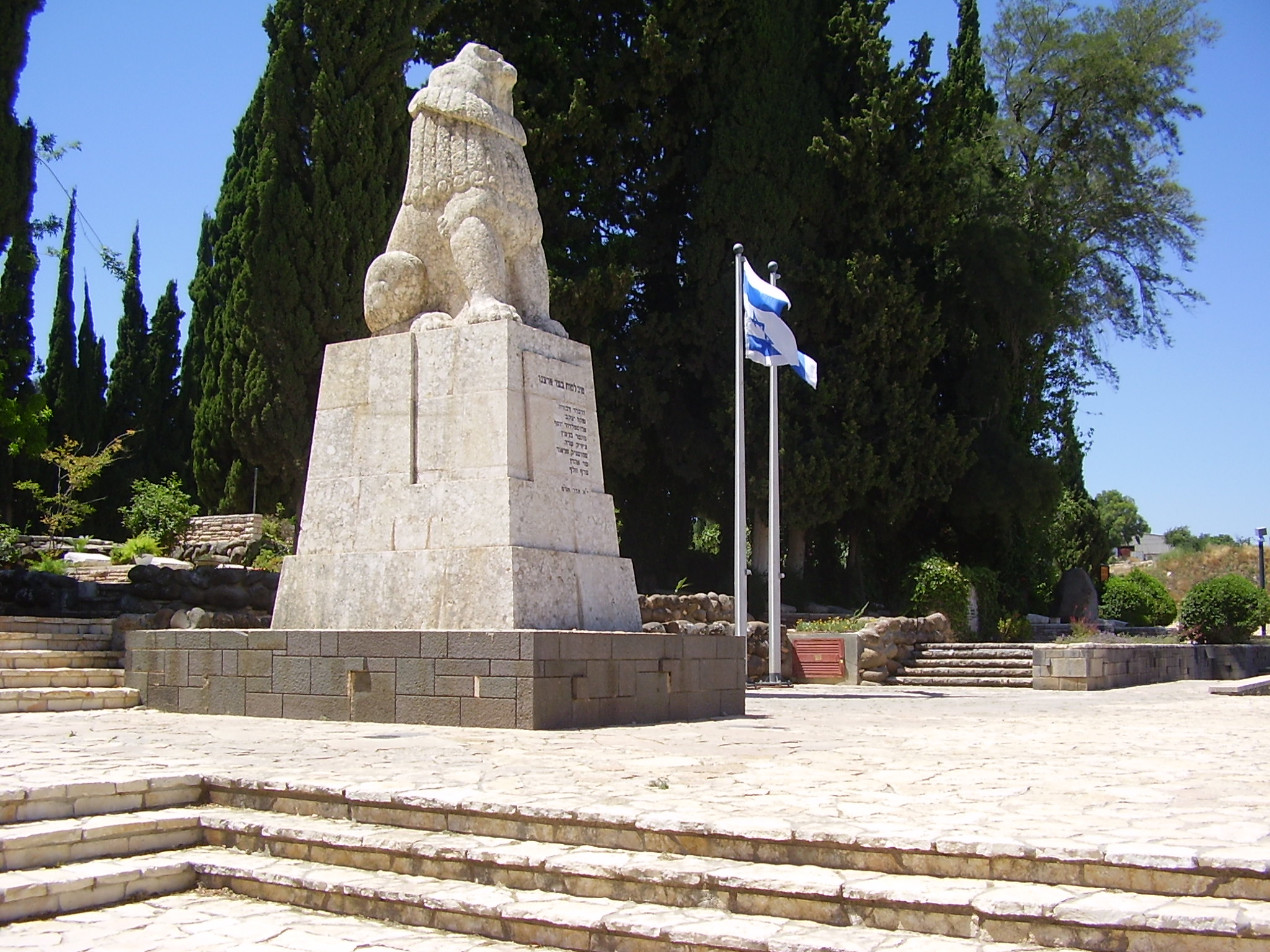
Авраам Мельников, скульптура Рычащий лев, 1928—1934, Тель Хай

В начале XX-го века в культуре Израиля начался модернистский Период Башни Давида, характеризующийся развитием множества художественных стилей, противоречащих стилю Бецалель и отражающих различия между первыми волнами эмиграции (первая, вторая алия) и революционной третьей и четвёртой алиёй.
Одним из наиболее выдающихся творцов этого периода был скульптор Авраам Мельников, создавший уникальный стиль Эрэц Исраэль (ивр. ארץ ישראל‎, Земля Израиля), представляющий собой соединение примитивистского начала, далёкого от европейского классического наследия, и искусства ассирийского периода (Монумент Рычащий лев, Тель-Хай).
В 1920 году в Иерусалиме независимые художники объединились в Ассоциацию еврейских художников и начали проводить ежегодную выставку. С 1923 по 1928 год Выставка художников Земли Израиля проводилась в Башне Давида в Старом городе Иерусалима. Организаторами выступали Иосиф Зарицкий, Леви Шмуэль, Авраам Мельников и другие. Был представлен как стиль «Бецалель Арт» (декоративные мотивы, классицизм, модерн, реализм), так и стили, находящиеся под влиянием европейского постимпрессионизма и экспрессионизма.
К 1923 году наметились признаки переноса центра культурной жизни из Иерусалима в Тель-Авив. Выставки современного искусства, альтернативные стилю Бецалель, проводились в тель-авивском театре Охель в период с 1926 по 1929 год. Израильские искусствоведы описали эти выставки, как события, установившее гегемонию Тель-Авива, как культурного центра страны.
Ещё одна организация независимых израильских художников называлась «Эгед» (ивр. אגד‎, «Объединение») и состояла из таких художников, как Арье Любин, Пинхас Литвиновский, Сиона Таггер, Хана Орлова, Йосеф Зарицкий, Хаим Гликсберг, Реувен Рубин, Арье Аллвейл и Нахум Гутман. В работах Ханы Орловой и Сионы Таггер прослеживалось влияние французского кубизма, причём Сиона Таггер сочетала кубизм и реализм (Поезд в Неве-Цедек,1928). Выставка Эгед состоялась в 1929 году в квартире на улице Алленби в Тель-Авиве, напротив кинотеатра «Мограби», следующая прошла в 1930 году в Тель-Авивском музее и называлась «Начало модернизма в израильской живописи, 1920—1930».
«Еврейская» версия постимпрессионизма характеризовалась использованием светлой палитры, тягой к выразительным мазкам и склонностью к наивной, плоской живописи. Помимо портретов, многие художники изображали Землю Израиля в пейзажах, тяготея к упрощению форм, традиции экспрессивной живописи, использованию ярких цветов.
Выделялся Нахум Гутман, написавший множество городских пейзажей Тель-Авива. На картине «Отдых в полдень» (1926) изображены феллахи (арабские фермеры, отдыхающих в поле после дневного труда) из Яффо.
Исраэль Палди использовал палитру ярких оттенков и красок («Арабские моряки», 1928).
Абель Панн выразил романтический подход к библейским сюжетам, воплотив его в фантастических по стилю иллюстрациях.
Реувен Рубин, изобразивший еврейскую жизнь в Подмандатной Палестине («Софья, бухарская еврейка», 1924; «Танцовщицы из Мирона»,1926), обнаруживает склонность к плоскостности и декоративному стилю под влиянием современного искусства и даже модерна. В триптихе «Первые плоды» (1923) Рубин демонстрирует сочетание сионизма и ориентализма; так, он изображает: выходцев из Йемена и пастуха-бедуина в национальной одежде в окружении местных животных (коз и верблюдов), рядом евреев-пионеров (ивр. חלוצים‎, Халуцим) с фруктами. Картина «Первые плоды» изображает восточный рай, место гармонии и плодородия — идеальное место для рождения нового типа евреев и формирования коренной израильской идентичности.
Существующая реальность сложна, но в первые десятилетия XX-го века, многие еврейские художники не могли или не желали изображать эту сложность; вместо этого они рисовали идеалистический, оптимистический, наивный мир, отражающий их обнадеживающее видение будущего.
Работы Германа Штрука, иммигрировавшего в Палестину в 1922 году, когда он уже был зрелым художником с мировым именем, также демонстрируют некоторые иконографические характеристики. Пальмы и пустынные пейзажи — центральные темы его творчества. В изображениях города Иерусалима и его жителей, особый свет Земли Израиля, так волновавший её молодых художников, резко контрастирует с тёмными фигурами людей.
Критиковал и отвергал символические произведения стиля «Земля Израиля» публицист Ури Цви Гринберг.

### Армянское керамическое искусство

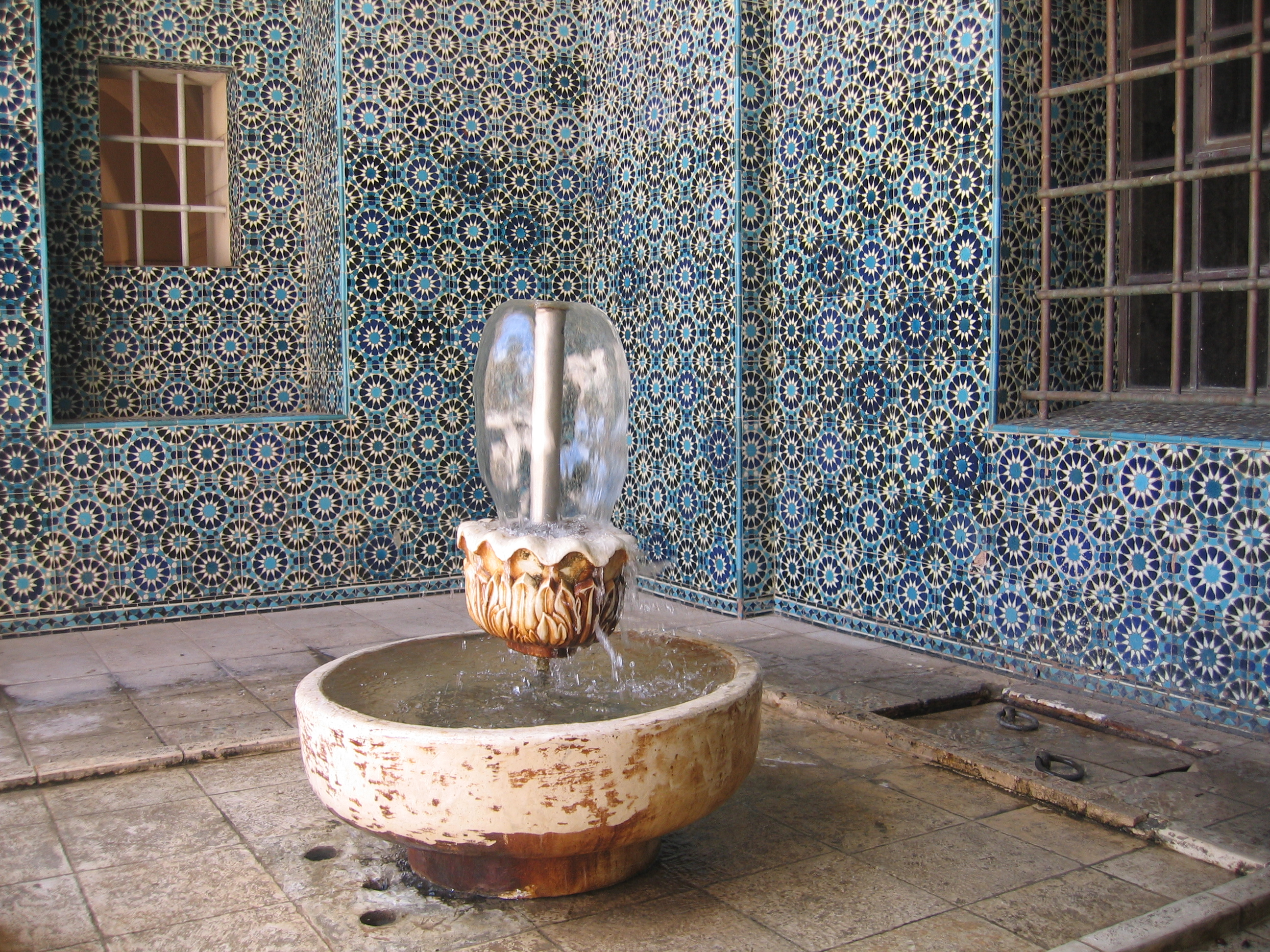
Музей Рокфеллера

В 1919 году правительство Британского мандата пригласило группу армянских художников, переживших геноцид, отреставрировать плитку Купола Скалы, как дань традиционному искусству в духе движения «Искусства и ремёсла». Армянское изобразительное искусство имело древние корни, так армянское керамическое искусство зародилось в XV веке в турецких городах Изник и Кутахья. Соединение древнего искусства Земли Израиля и христианских мотивов породило уникальный художественный синтез.
Главным художником этих первых лет был Давид Оганесян (плитка для отеля American Colony в Иерусалиме (1923), основание фонтана для группы глазных больниц Сент-Джон, купольный вход в музей Рокфеллера). Использованные им изображения кипарисов, тюльпанов и виноградных лоз были типичными для традиционного османского искусства. Также он добавлял изображения, вдохновленные местными и армянскими традициями, часто используя изображения птиц.
Художники Мегердич Каракашян и Нешан Балян, в 1922 году покинувшие мастерскую Оганесяна и основавшие совместную мастерскую, выработали самостоятельный стиль, используя мозаику с птицами из армянской часовни VI века или мозаику из дворца Хишама. Часто эти изображения были проникнуты христианской богословской интерпретацией. Их совместная мастерская просуществовала до 1964 года, после чего наследники Степан Каракашян и Мари Балян создали две независимые мастерские.

## Влияние Парижской школы
В 1925 году Исаак Френкель-Френель, отец израильского современного искусства, принёс в Палестину влияние Парижской школы. Он открыл художественную студию Гистадрута в Тель-Авиве, в которой распространял идеи парижского модернизма. Выпускники его школы стали ведущими художниками Израиля. Студенты из Бецалеля, Моше Кастель и Авигдор Стемацкий, посещавшие студию Френкеля, тоже ознакомились с новым французским искусством. Именно в это время центр современного искусства переместился из Иерусалима в Тель-Авив. Студентами тель-авивской студии были: Давид Хендлер, Ори Райзман, Йезекииль  Штрайхман, Арье Арох, Шимшон Хольцман, Мордехай Леванон, Джозеф Коссоноги, Геня Бергер и другие.
Влияние Парижской школы, в том числе еврейских художников Парижской школы Хаима Сутина, Мишеля Кикоина, Жюля Паскина, Марка Шагала, на искусство ишува было особенно заметно с 1925 года до конца 1940-х годов, когда использовались коричневые цвета и писались сельские израильские картины, как если бы они находились в сельской местности на юге Франции. После обучения в студии Френкеля-Френеля художники отправлялись во Францию, в Париж, в квартал Монпарнас , а потом возвращались с веяниями еврейского парижского экспрессионизма. Для них был характерен драматизм и даже трагизм, возможно, в связи со страданиями еврейской души.
Одной из главных тем Парижской школы было изображение человеческих эмоций, что было противоположностью сельскохозяйственного духа сионистского движения того времени. Тель-Авив и его богемная культура кафе, обнажённые натурщицы, одежда европейского среднего класса— находились в разительном контрасте с образом кибуцника (пионера сельского хозяйства). Картины писались в более тусклых, по сравнению со стилем Эрэц Исраэль, цветах европейском палитры.

## Между Востоком и Западом: 1930-е и 1940-е годы

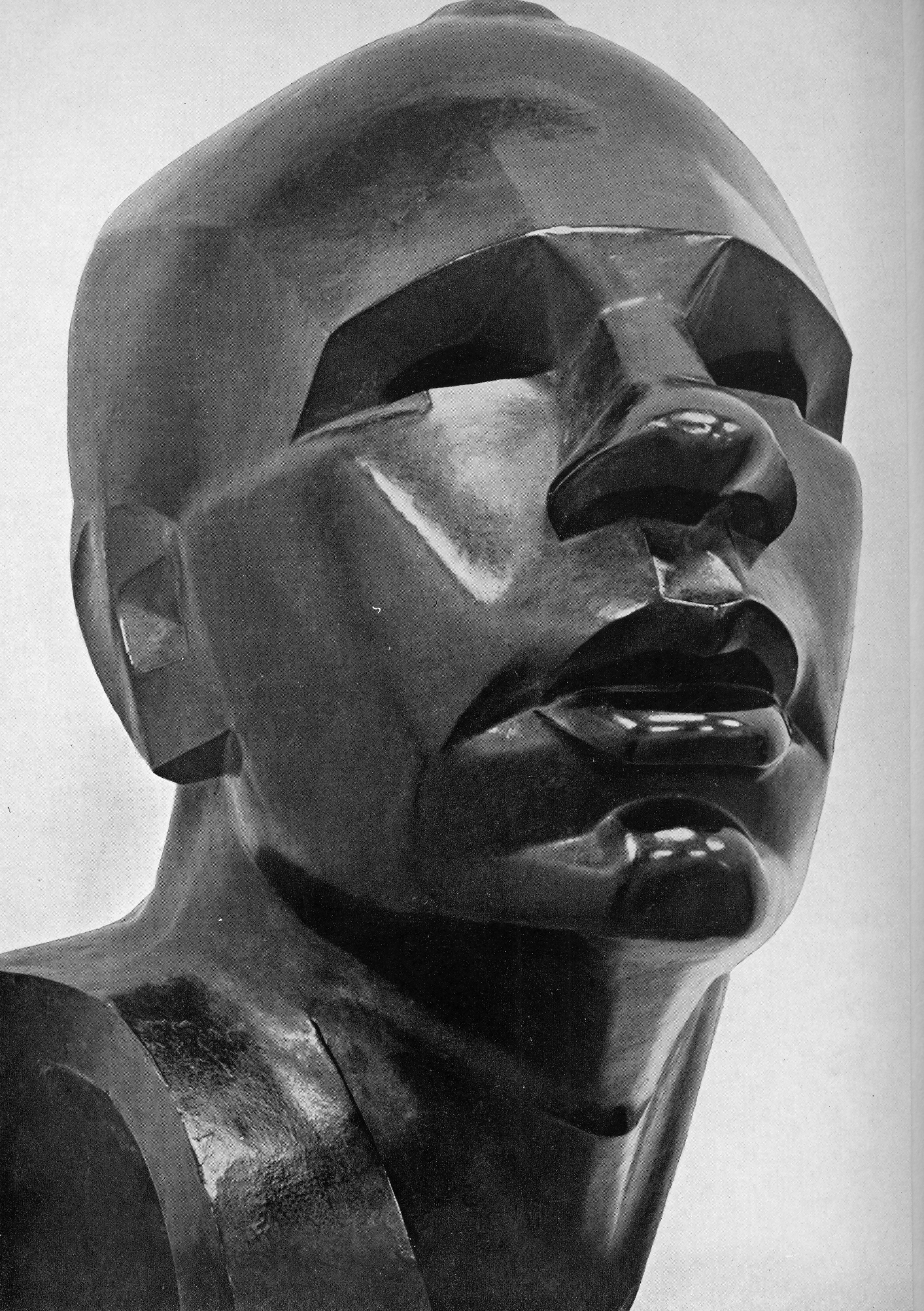
Зеев Бен Цви, Аарон Мескин

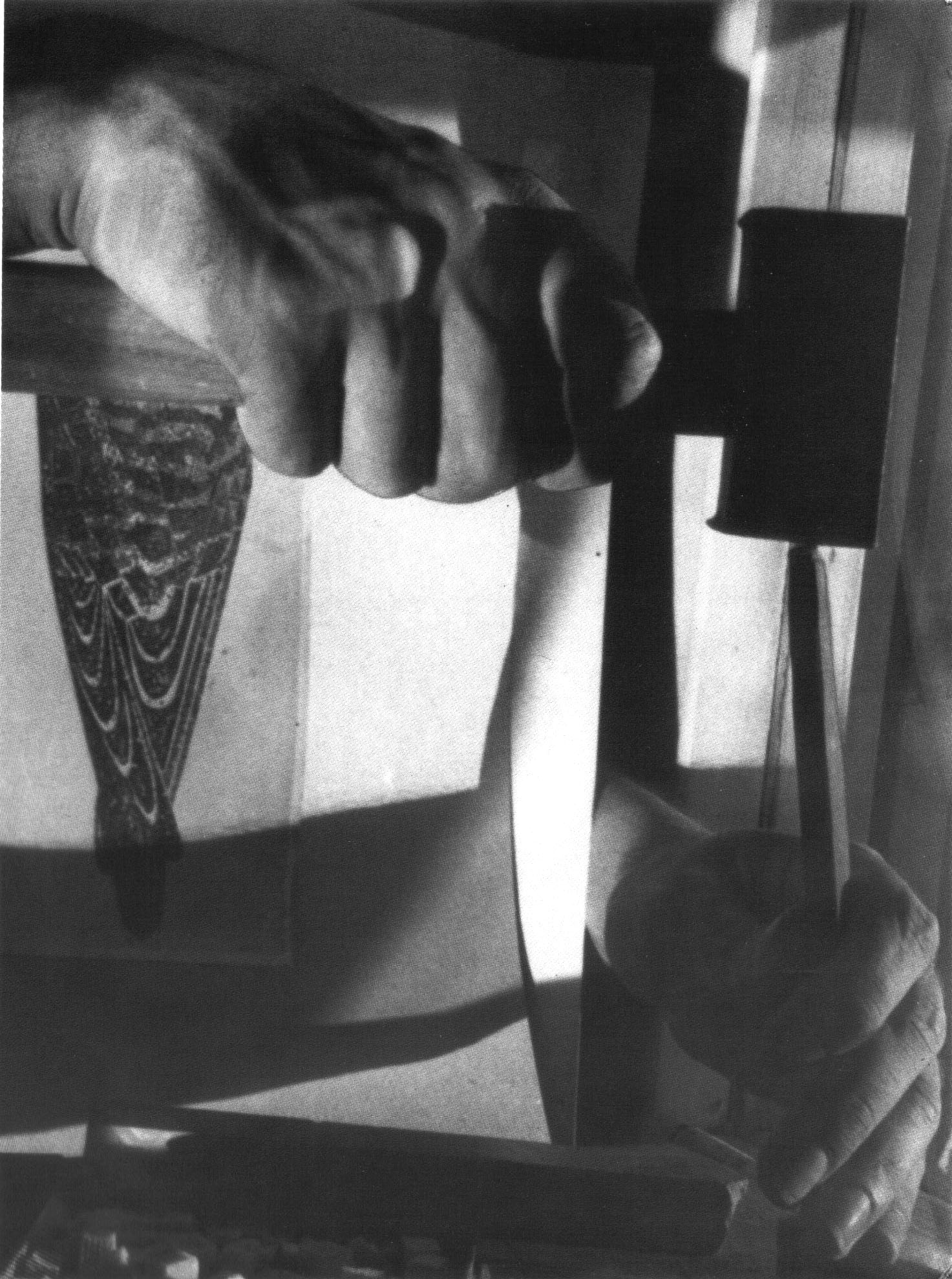
Хельмар Лерский, Человеческие руки, 1933—1940 гг.

Переезд еврейских художников в 1930-е годы из Европы в Подмандатную Палестину принёс влияние современного искусства, за исключением авангарда и абстрактного искусства. Два самых сильных влияния оказали французское и немецкое искусство, по утверждению израильского искусствоведа Гидеона Офрата, создавшие две разные тенденции в израильском пластическом искусстве:
- «Парижское» влияние
- влияние немецкого искусства Новая вещественность, принёсшего монументальность.

Европейский авангард выпускников Баухауса и французский реализм Огюста Родена и Аристида Майоля повлиял на работы таких художников стиля «Земля Израиля», как Моисей Штерншус, Рафаэль Хамизер, Моше Зиффер, Йозеф Констант и Дов Фейгин, большинство из которых в тот или иной момент учились во Франции.
Одним из скульпторов, находившихся под влиянием кубизма, был Зеев Бен Цви, который в 1928 году, после завершения учёбы в Бецалеле, уехал учиться во Францию. В 1932 году Бен Цви провёл свою первую выставку в национальном музее древностей «Бецалель», а год спустя в Тель-Авивском музее. Он использовал кубизм как средство усиления монументальности. Кубизм Ханы Орловой и Шалома Себбы (картина «Руно» (1947)) не заставил их отказаться от реализма.

### Фотография
Яркие авангардные тенденции стали проявляться в творчестве еврейских фотографов под влиянием немецкого авангарда и экспрессионистов 1920—1930-х годов. Фотография развивалась при поддержке и руководстве Еврейского национального фонда и распространяла сионистское послание. Такие фотохудожники, как Золтан Клюгер, Яков  Рознер и другие, документировали сионистские предприятия и еврейские поселения, вдохновляясь СССР.
Хельмар Лерский создавал фотографические портреты, своеобразно используя свет и ракурс фотографии. В 1936 году Лерский создал, с использованием зеркала, 175 фотографий человека, попытавшись в этих портретах охватить всю полноту личности.
Мастер рекламных фотографий Альфонс Химмельрайх использовал искажение обычных стандартов, крупные планы и свет для акцентирования.
Среди фотографов, работавших в более художественных традициях, были Ричард Леви (Эрил), создавший фотомонтажи полуабстрактных фигур; Тим (Наум) Гидал и сестры Шарлотта и Герда Мейер, специализировавшиеся на архитектурной фотографии.
Обострение израильско-палестинского конфликта было отражено в работах арабских фотографов: Али Заарура, Шалила Риссаса и других. С1990-х годов их произведения начали заново исследовать.

### Движение ханаанейцев

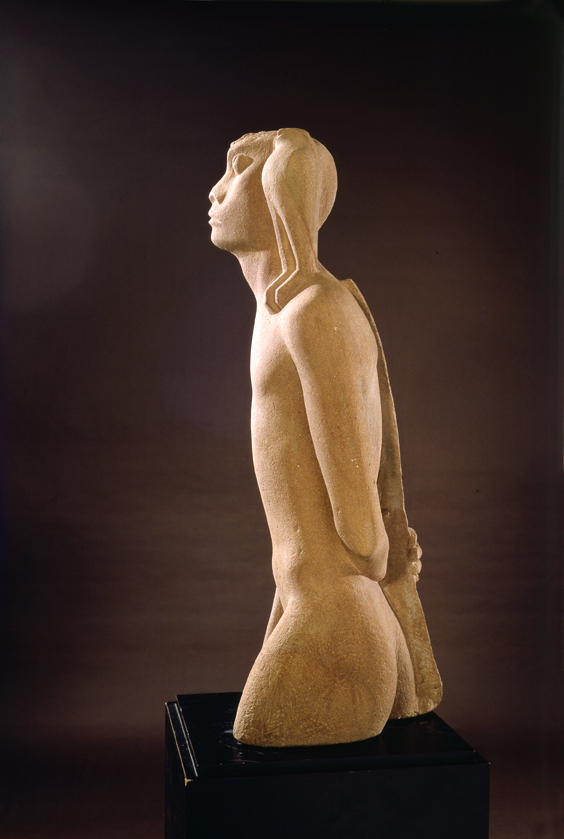
Ицхак Данцигер
Нимрод, 1939 год, Музей Израиля, Иерусалимская коллекция

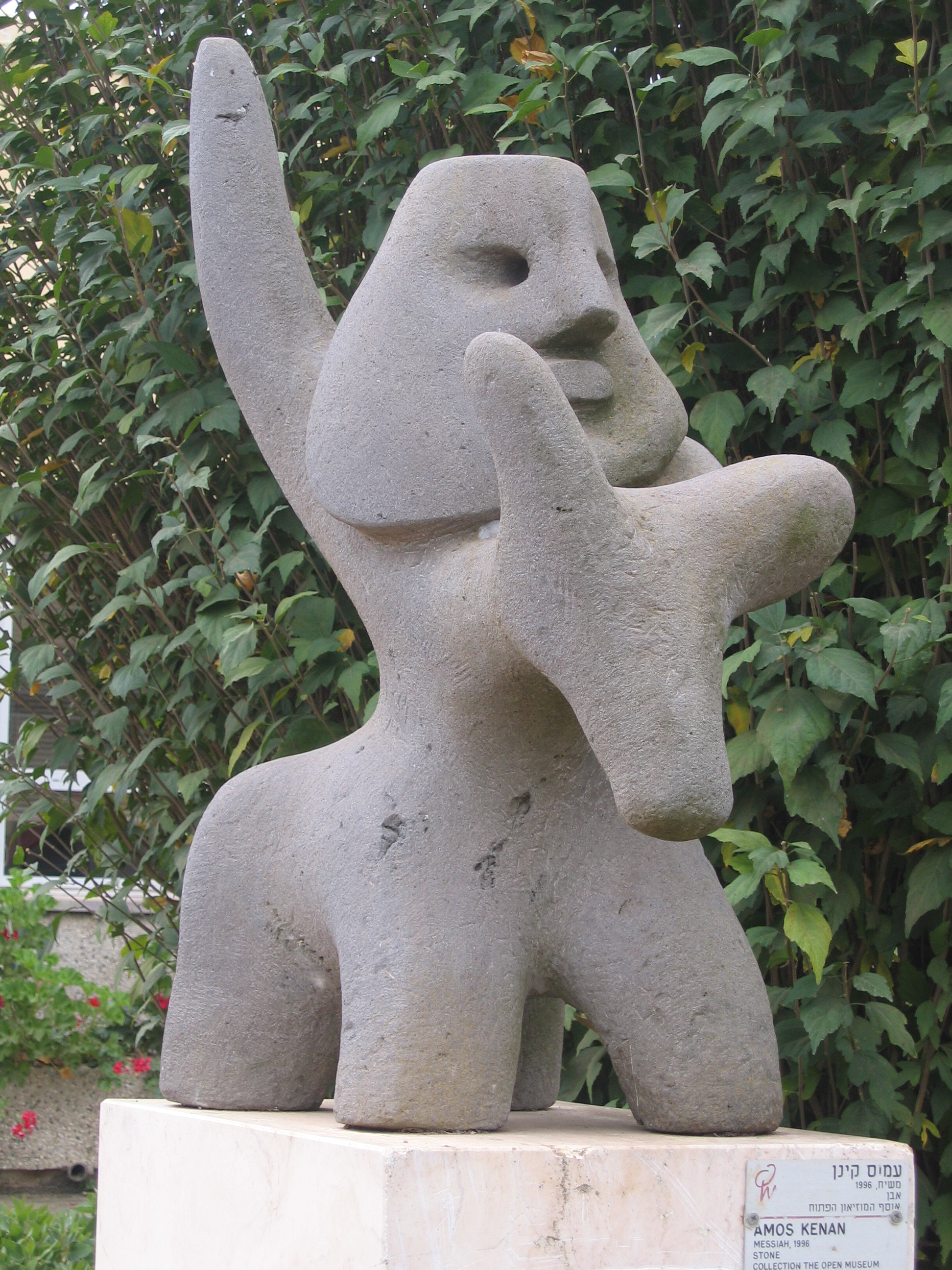
Амос Кейнан, Мессия, 1966 год, Открытый музей Тефен

В 1943 году поэт Йонатан Ратош опубликовал манифест Ханаанейцев «Послание к еврейской молодёжи». Было заявлено:
- между молодежью, поселившейся в Земле Израиля, и евреями диаспоры нет настоящей связи
- был предложен возврат к мифологическому прошлому
- было предложено создание иврито-язычной (вместо идиш) нации с независимой идентичностью.

Стали широко использоваться архаичные формы и стили искусства Плодородного полумесяца, отражая интерес к первобытному искусству. Создавая «ново-старую» культуру, «ханаанейцы» пытались отождествить культуру народов, населявших землю Израиля в втором тысячелетии до нашей эры, с культурой евреев Земли Израиля XX века.
Одним из наиболее значительных художников «ханаанского» движения был скульптор Ицхак Данцигер (скульптуры " Нимрод " (1939) и " Шабазия " (1939). Про каноническое произведение Данцигера скульптуру Нимрод газета «Бокер» («Утро») писала в 1942 году: «Нимрод — это не просто скульптура. Это плоть от нашей плоти, дух от нашего духа. Это веха и памятник. Это апофеоз видения, смелости и юношеский бунт, отличающий целое поколение… Нимрод навсегда останется молодым». Данцигер продемонстрировал в своем творчестве новое национальное мировоззрение, полное чувственности и восточной экзотики. Израильский писатель и художник Амос Кейнан писал о мировоззрении хаананского движения:

…объединиться с землей Израиля и землей, из которой она состоит, создать определённый образ с узнаваемыми знаками, нечто, что происходит отсюда и является нами, и оставить в истории след того особенного, которым являемся мы.
Данцигер обучал молодых скульпторов, таких как Бинямин Таммуз, Коссо Элул, Йехиэль Шеми, Мордехай Гумпель и другие.

## Квартал художников Цфата
В 1920 году Исаак Френкель-Френель, отец израильского современного искусства, основал Квартал художников Цфата. В Цфате, расположенном в живописной гористой местности с видом на гору Мерон, одном из четырёх священных городов иудаизма, процветала традиционная еврейская жизнь (клезмерские, сефардские, ашкеназские, хасидские общины, синагоги). Активность художников в Квартале художников в Цфате сравнима с деятельностью Барбизонской школы на окраине Фонтенбло, привлекавшей художников-натуралистов и импрессионистов. Художники Цфата создавали свои произведения в разных стилях и принадлежали к различным направлениям искусства. В картинах Френкеля Френеля отражены панорамы мистичного Цфата и виды горы Мерон. Марк Шагал ходил по улицам города и писал портреты религиозных детей
Исаак Френкель приехал в Цфат в 1920 году после того, как услышал о нём от пассажиров корабля Руслан. В 1930-х и 40-х годах его бывшие ученики (Мордехай Леванон и Моше Кастель) также прибыли в Цфат. После войны за независимость (1948 год) дома арабского квартала были переданы израильским художникам. В конце 1940-х — начале 1950-х годов Исаак Френкель в своем доме открыл Академию художеств, однако из-за финансовых трудностей она просуществовала недолго. В 1950-х годах Циона Таггер, Моше Зиффер, Йосл Бергнер и другие художники, не связанные напрямую с Парижской школой, на какое-то время поселились в Цфате.
Художниками Цфата, принадлежавшими движению Новые горизонты, были: Моше Кастель, Авигдор Стемацкий, Йезекииль  Штрайхман и другие. Золотой век Цфата длился до 1970-х годов, при этом центром художественной жизни был Тель-Авив.
В Цфате сохранилось несколько галерей старого наследия: галерея Бейт-Кастель, музей Френкеля Френеля и другие.

## Авангард: 1950-е и 1960-е годы
В 1950-х и 1960-х годах художники-эмигранты привнесли тенденции авангарда в Израиль. Некоторые из этих художников стремились к универсальному стилю, в то время как другие стремились развивать уникальный израильский авангард в духе националистического социализма и сионизма.

### Абстрактное искусство группы «Новые горизонты»
Приверженность искусству ради искусства заставляла художников посвятить себя композиции, линии, цвету и материалу, в попытках определения отношений между видимой реальностью и творческим актом, выражающем сокровенный дух художника. 

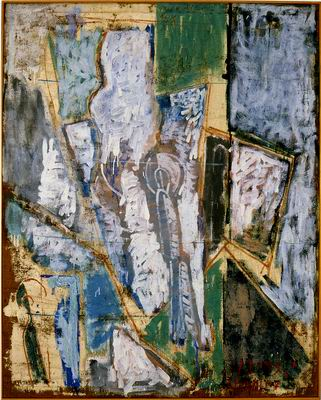
Иосиф Зарицкий, «Наан», Художник и модель, 1949, Музей Израиля, Иерусалим

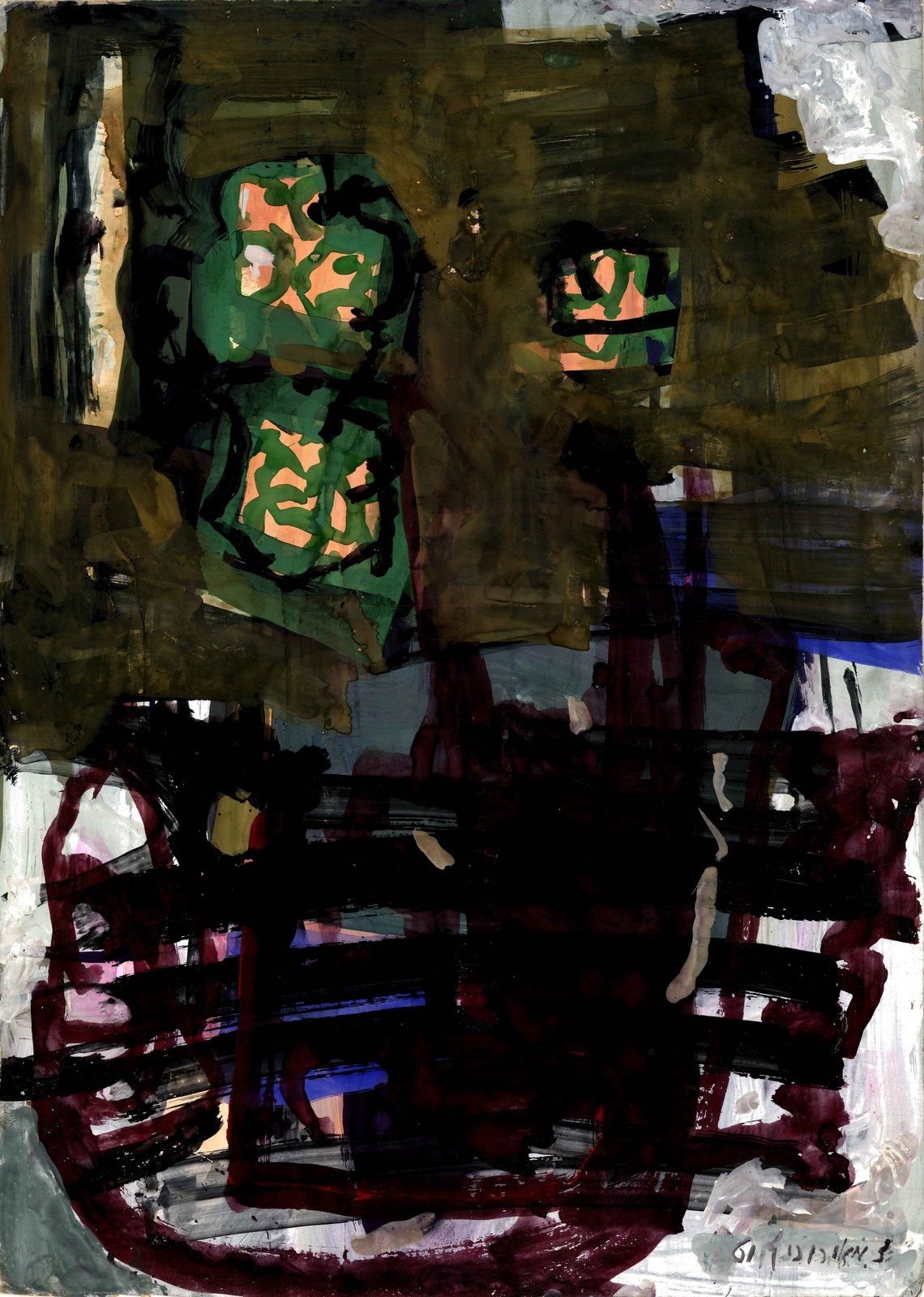
Цви Меирович, гуашь, 70х50 см, 1961 г.

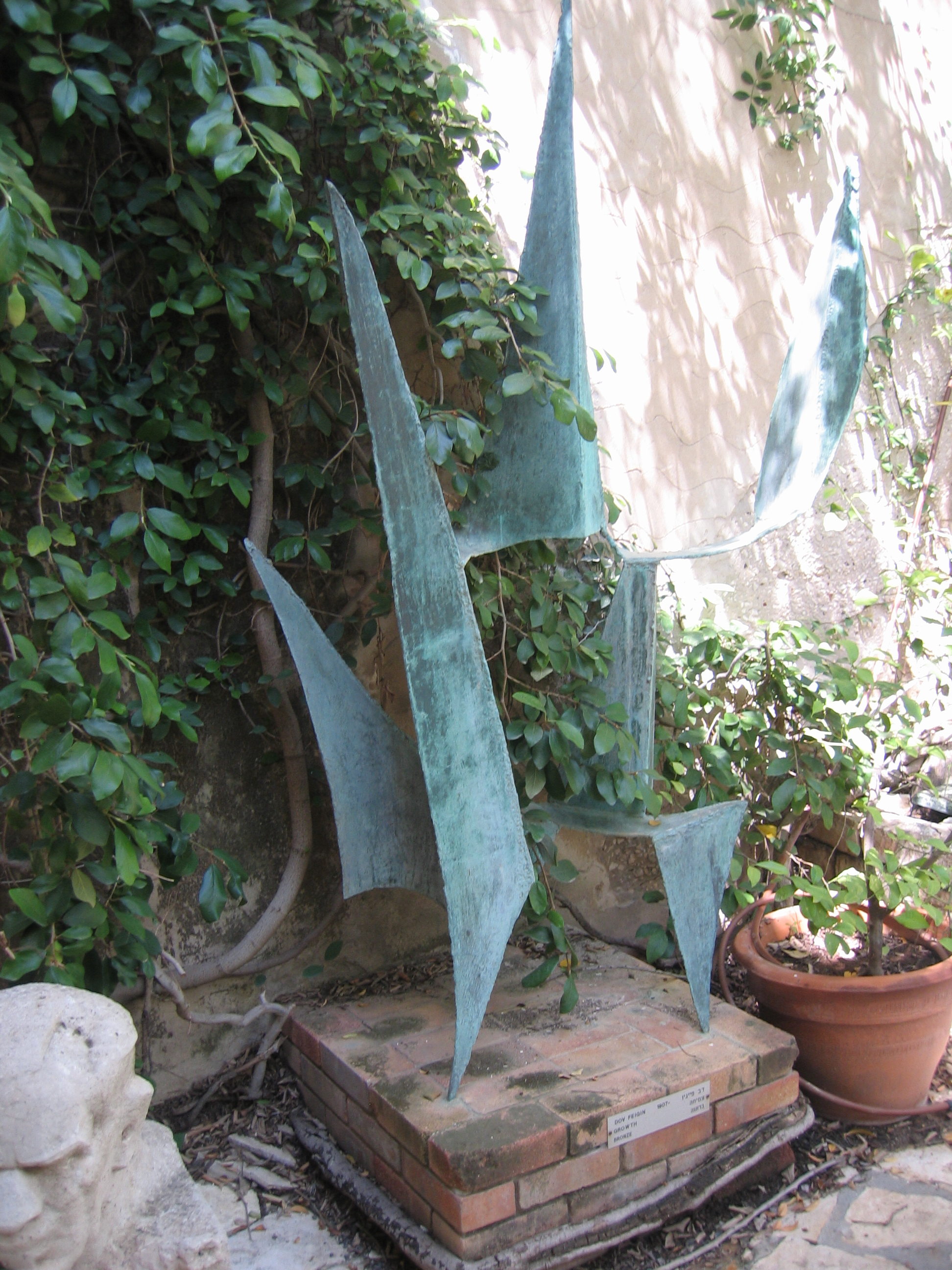
Дов Фейгин, «Рост», 1959, Мишканский художественный музей, Эйн-Харод

Художественное движение Новые горизонты начало формироваться с выставки под названием «Группа восьми» в тель-авивском театре Габима в декабре 1942 года. В выставке участвовали: Арье Арох, Аарон Гилади, Цви Меирович, Авраам Натун (Натансон), Авигдор Стемацкий и Йезекииль  Штрайхман, Дов Фейгин (работа не выставлялась). В феврале 1947 года пять первоначальных членов группы присоединились к Иосифу Зарицкому на выставке под названием «Группа семи» в Тель-Авивском художественном музее. Группа «Новые горизонты» была сформирована как альтернатива «Ассоциации художников и скульпторов Израиля» (первоначально «Еврейская ассоциация художников») после основания государства Израиль в 1948 году. Иосиф Зарицкий и примкнувшие к нему Моше Кастель, Штрайхман и Саймон вышли из ассоциации и сформировали группу из 15 художников, заявив, что «группа основана на модернизме, особенно французском, но ищет уникальный стиль, который выражает собственную реальность».
Группа бойкотировала общую выставку художников Израиля в новом Доме Художника в Тель-Авиве. 9 ноября 1948 года Тель-Авивский художественный музей открыл первую выставку, носящую название движения. Среди представленных художников были Пинхас Абрамович, Марсель Янко, Аарон Кахана, Йонатан Саймон, Авешалом Окаши и Моше Кастель, а также основатели движения Зарицкий, Штрайхман и Фейгин.
Стиль группы, отражающий стремление к сионизму и модернизму, во многом был продиктован ведущими художниками группы — Зарицким, Стемацким, Меировичем и Штрайхманом. На практике этот стиль был вариантом европейского модернизма —лирической абстракцией, но на самом деле чисто абстрактного искусства было мало, скорее это были произведения, укоренённые в местном визуальном ландшафте. Интенсивно использовались яркие цвета, типичные для стиля «Земли Израиля». Форматы, как правило, были довольно небольшими, а стиль был похож на европейское абстрактное искусство до Второй мировой войны, сродни искусству Василия Кандинского, и отличался от абстрактного искусства США.
В серии «Йехиам» (1949—1952) Зарицкий изображает сцены основания кибуца Йехиам на севере Израиля. Ранние картины этой серии (в основном акварели) изображают природные пейзажи региона, а более поздние картины представляют собой абстракции (в основном маслом) этих более ранних сцен. Нечёткие человеческие фигуры напоминают участки растительности и передают напряжение между естественным и человеческим, между фигуративизмом и абстракцией. Изменение стиля отражало веру Зарицкого в то, что внешняя визуальная реальность является основой художественной оригинальности.
Цви Меирович, писавший в абстрактно-лирическом стиле, в отличие от своих коллег больше склонялся к немецкой, а не французской палитре, смело используя чёрный и красный цвет, особенно в гуашах.
Марсель Янко писал в стиле европейского кубизма и экспрессионизма, но темой его произведений являлось еврейско-сионистское повествование.
Моше Кастель также претерпел в 1950-е годы трансформацию от абстракции к экспрессионизму, характерному для ханаанского движения.
Йехиэль Шеми, Дов Фейгин и Ицхак Данцигер (после пребывания в Великобритании,) представили сварную сталь как новую среду. Был совершён переход от резьбы по камню и дереву к чисто абстрактному творчеству. Однако и у них часто встречаются ссылки на ханаанскую образность и символизм.
В 1950-е годы группа «Новые горизонты» все больше и больше склонялась к абстракции и отходила от фигуративности.
Отвергли идеологию «Новых горизонтов» и, в конце концов, покинули движение: Марсель Янко , Александр Боген, Аарон Кахана и Саймон.

### Реализм и социальное искусство
Группа «Новые горизонты» оказала большое влияние на развитие искусства в Израиле, тем не менее, она считалась периферией основного искусства, фигуративного и с явными еврейскими и сионистскими посланиями, что и было названо регионализмом. Мордехай Ардон, глава «Бецалеля», писал в 1954 году: «Каждый художник, как и каждый гражданин, должен служить своей стране сердцем и душой». Такие художники, как Симон Забар, Моше Гат и Рут Шлосс, создавали работы, которые отражали национальную и социальную напряженность, имели явно социалистический уклон и прославляли рабочего. Другие, такие как Нафтали Безем и Мирон Сима, Моше Бромберг (Бар-Ам), изображали драматические события того периода — Вторую мировую войну и Холокост. Их работы были явно еврейскими, но переняли стили европейского авангарда начала XX века.
То же самое отражали монументальные произведения на стенах общественных зданий 1950-х годов (мозаика Мордехая Гумпеля на стенах общественных зданий в Петах-Тикве, Холоне в стиле, во многом напоминающем ханаанейцев; фреска Йоханана Саймона, изображающая молодежь кибуца Ган-Шмуэль, живущую социалистической мечтой).
Художники «Новых горизонтов», несмотря на свою явную приверженность философии универсальности, часто выражали в своих работах идеи национализма, сионизма и социализма (Зарицкий, серия «Йехиам» и серия, посвященная кибуцу Наан , 1950—1952; Цви Меирович, серия «Мицпе Рамон»; Дов Фейгин «Снопы пшеницы», 1956 год; дадаист Янко («Солдаты», «Сигналы воздушной тревоги» и «Маабарот»). Некоторые из художников «Новых горизонтов» принадлежали к «Центру передовой культуры», управляемому социалистически-сионистским молодёжным движением Ха-шомер ха-цаир. Кульминацией этой деятельности стало основание группой художников, под руководством Марселя Янко, деревни художников Эйн Ход, в надежде создать новую социалистическую и художественную утопию.
Мордехай Ардон отличается от других художников «Новых горизонтов» обращением к мистическому и историческому, а не к настоящему. На его полотнах часто изображены эпизоды еврейской истории, от библейских сцен до Холокоста. Например, его картина «Врата света» (1953) изображает древо жизни, символ великого библейского и каббалистического значения.
Последняя выставка состоялась в 1963 году. К выставке присоединился ряд молодых художников, в том числе Раффи Лави, Моше Купферман и Игаль Тумаркин.
Представители сюрреализма в израильском искусстве: Зеев Кун, Самуэль Бак, Барух Элрон, Джоэл Таль-Мор, Йосл Бергнер.

### Абстрактное искусство после группы «Новые горизонты»
Некоторые художники, такие как Йехиэль Шеми и Авива Ури, продолжили традиции группы «Новые горизонты» после её распада, в основном работая в беспредметном абстрактном режиме.
В 1964 году сформировалась новая группа абстрактного искусства, состоящая из примерно 30 художников под названием «Тазпит» («Взгляд»).

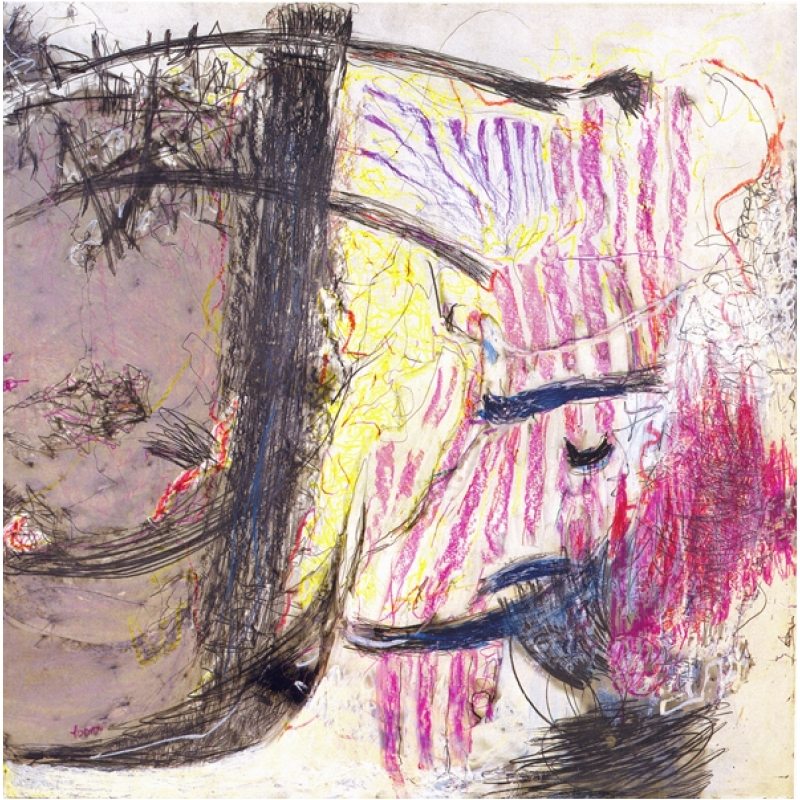
Цви Меирович, «Панда», бумага, масляная пастель, 39 х 39 см, 1971 г.

Арье Арох сочетал поп-арт с абстрактным искусством («Красный дом (Как дела дома?)» (1960), «Сараевская рукопись» (1966). Его работы «Верховный комиссар» (1966) и «Улица Агрипас» (1964) отдают дань иудаизму и еврейской традиции и рассматриваются как антитеза «хаананскому» подходу в ранних работах Ицхака Данцигера.
Авива Ури создавала выразительные абстрактные рисунки с мотивами и изображениями, напоминающими птиц, цирковые образы и пейзажи. Другая художница, Леа Никель, писала яркие абстракции в стиле французского искусства того периода. Авигдор Ариха, придерживаясь принципов группы Новые горизонты, писал большие полотна в тёмных тонах, пока не эмигрировал в Европу, где начал создавать небольшие фигуративные картины.
Абстрактное искусство слилось с концептуальным искусством в Израиле в 1960-х и 1970-х годах.
Моше Купферман, ученик Хаима Атара (Аптакера), Зарицкого, Александра Богена и других, разработал узнаваемый стиль, характеризующийся процессом стирания рисунка. На протяжении многих лет Купферман отказывался отождествлять свои работы с какими-либо внешними темами, несмотря на попытки критиков назвать его картины реакцией на Холокост. С другой стороны, его работы были описаны как феноменологический процесс: как слои, построенные в диалектическом процессе, который накапливает «жизненный опыт по мере накопления слоёв».

## Местное искусство между войнами, 1967—1982 годы

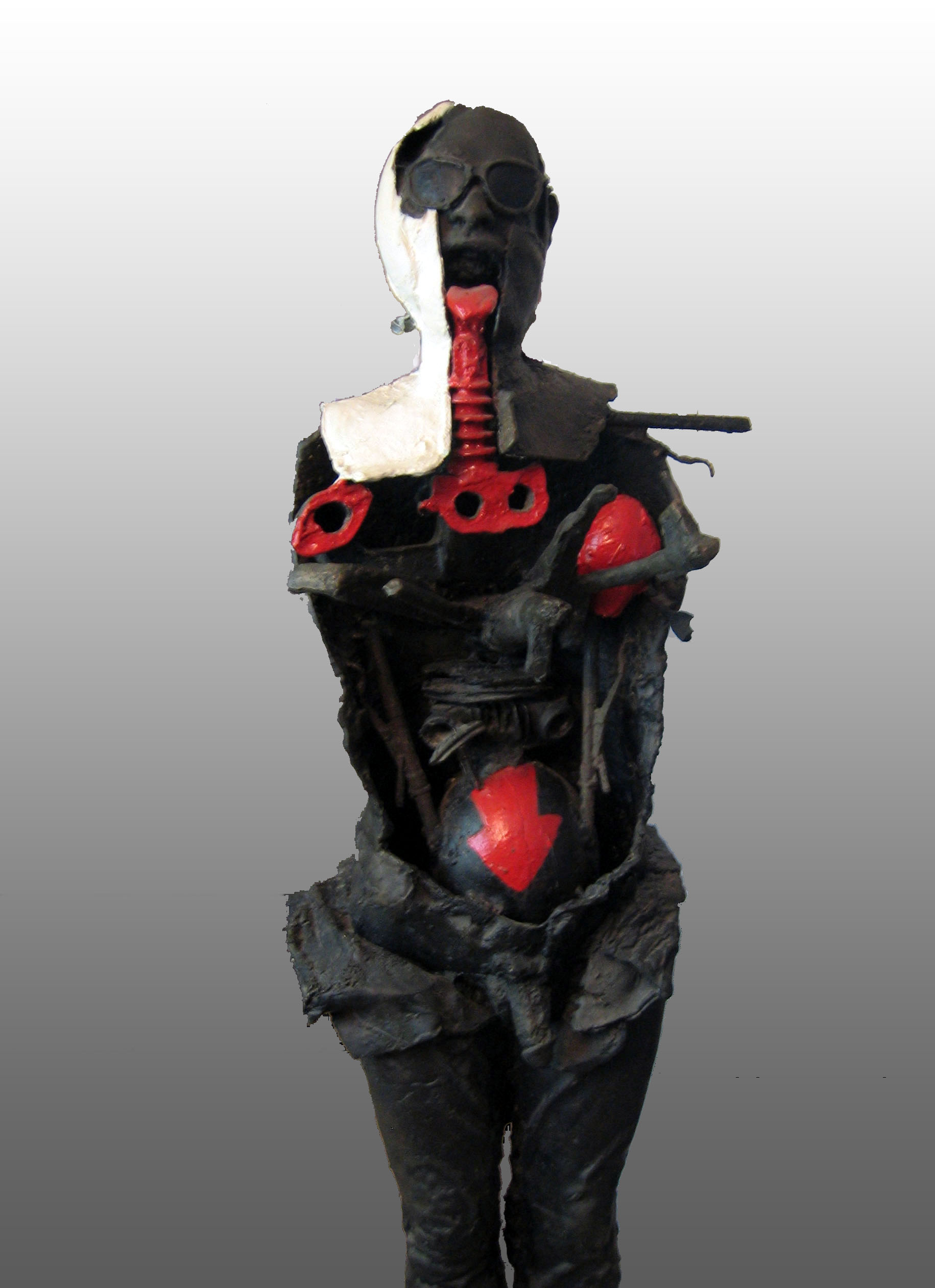
Игаль Тумаркин
Он шёл по полям, 1967 год, Тель-Авивский музей искусств.

До 1970-х годов мейнстрим израильского искусства игнорировал политические вопросы.
В 1960-х годах в Израиль начали проникать американские художественные влияния, особенно абстрактный экспрессионизм, поп-арт, а позже арте повера.
События Шестидневной войны и Войны Судного дня усилили это влияние.

### Протестное искусство
Среди первых художников, которые начали выражать протест и вовлеченность в актуальные политические проблемы, был скульптор и художник Игаль Тумаркин. При поддержке Йоны Фишера и Сэма Дубинера Тумаркин вернулся в Израиль в 1961 году из Восточного Берлина, где он был декоратором театральной труппы Berliner Ensemble под руководством Бертольда Брехта. Его ранние работы («Паника спущенных брюк» (1961), создавались как выразительные ассамбляжи. Скульптура «Возьми меня под свои крылья» (1964-65) (первая строка в известном стихотворении Хаима Нахмана Бялика) представляла собой стальной кожух, из которого торчали винтовочные стволы. Стиль Тумаркина в 1960—1970-х годах представлял собой смесь национализма, лиризма и даже эротики. Знаменитая скульптура «Он шёл по полям» (1967) (то же название, что и у знаменитого романа Моше Шамира) была выполнена в технике ассамбляж и выражала протест против «мифологического образа сабры». В течение 1970-х годов искусство Тумаркина развивалось и включало новые материалы под влиянием ленд-арта (грязь, ветки деревьев и куски ткани), заостряя фокус его политического протеста против того, что он считал односторонним подходом израильского общества к арабо-израильскому конфликту.
После Шестидневной войны израильское искусство начало отходить от описания войны и её символического содержания. Тумаркин стал выражать своё мировоззрение в более абстрактных формах.

### «Скудость материала»

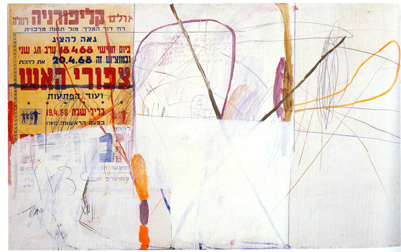
Раффи Лави
Без названия, 1969, Музей Израиля, Иерусалим

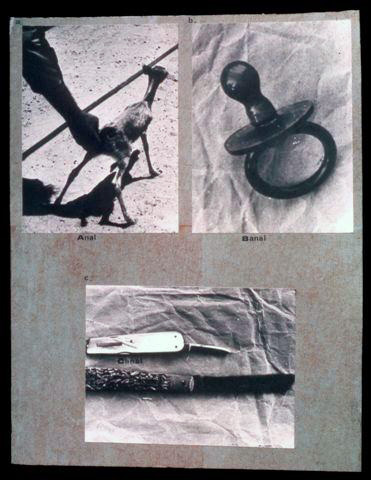
Михаль Нааман
«Анал, Банал, Канал», 1978, Тель-Авивский художественный музей

В середине 1960-х на сцене появилась группа, возглавляемая художником Раффи Лави, под названием Группа 10+. Группа искала альтернативу стилю лирической абстракции группы Новые горизонты, импортировав в Израиль поп-арт и авангардное искусство и сочетая фотографии, реди-мейд и коллаж. Участниками группы были: Буки Шварц, Сиона Шимши, Пинхас Эшет, Тувиа Беери, Ури Лифшиц и другие. Группа стирала грани между различными видами медиа в современном искусстве и была пионером в распространении видеоарта в Израиле. Группа 10+ официально распалась в 1970 году, но идеи воплотились в художественном стиле скудость материала (начался с Авивы Ури и Арье Ароха).
Работы Лави олицетворяют дух Тель-Авива, представляющий собой европейско-сионистский модернизм, смешанный с пренебрежением и заброшенностью. Сам Раффи Лави носил неряшливые короткие шорты и резиновые шлёпанцы, как символ сабры. Картины Лави включали в себя: «детские» каракули; коллажи из журнальных фотографий; плакаты, рекламирующие культурные мероприятия Тель-Авива; наклейки с напечатанными на них словами «голова» или «герань» и, что наиболее узнаваемо, обрезанные листы фанеры, выкрашенные в белый меловой цвет, что и стало олицетворением стиля «скудость материала».
В интервью он последовательно избегал всякой интерпретации своего творчества вне сферы его «художественного языка» в модернистской форме, настаивая на том, что эти изображения не имеют исторического значения, призваны подорвать значимость визуальных образов. Ученики Лави продолжали формалистический подход в своем искусстве, но в их работах стали появляться визуальные образы, что противоречило соблюдению принципа Лави по дидактическому разделению формы и «содержания».
В течение ряда лет Лави был частным учителем Яира Гарбуза. Работы Гарбуза этих лет сочетают в себе черты сионистского этоса, отраженные в массовой культуре, с политической и социальной критикой («Вечера (арабы) проходят тихо» (1979) и «Арабская деревня в Израиле очень напоминает жизнь наших предков в древние времена» (1981). В своей инсталляции «Если не великан, то хотя бы в своем саду» (1981) Гарбуз создал среду, насыщенную фотографическими изображениями, некоторые из которых увеличены и превращены в скульптуры в пространстве. Между изображениями находятся фотографии новых транзитных лагерей иммигрантов и развивающихся городов, отец читает дочери газету Давар, всё это сопровождается записью звука игрушечного свистка.
В работах Михаль Нааман 1970-х годов созданы образы, которые подчеркивали неадекватность описательного языка и видения. У неё в картинах появились тексты, написанные в коммерческом стиле , гибридные монстры птиц и рыб («Верной рыбе и птице» (1977), «Послание птицы» (1977). В серии «Голубая ретушь» (1975) проявился протест против принятых в обществе моральных и эстетических принципов.
Несмотря на явные связи с феминизмом, в работах Иегудит Левин мы видим более личный и менее интеллектуальный подход, чем в работах других учеников Раффи Лави («Велосипед» (1977), «Принцесса во дворце» (1978). Произведение «вырывается» из рамы и растекается в пространстве.

### Постконцептуальное искусство 1970-х годов

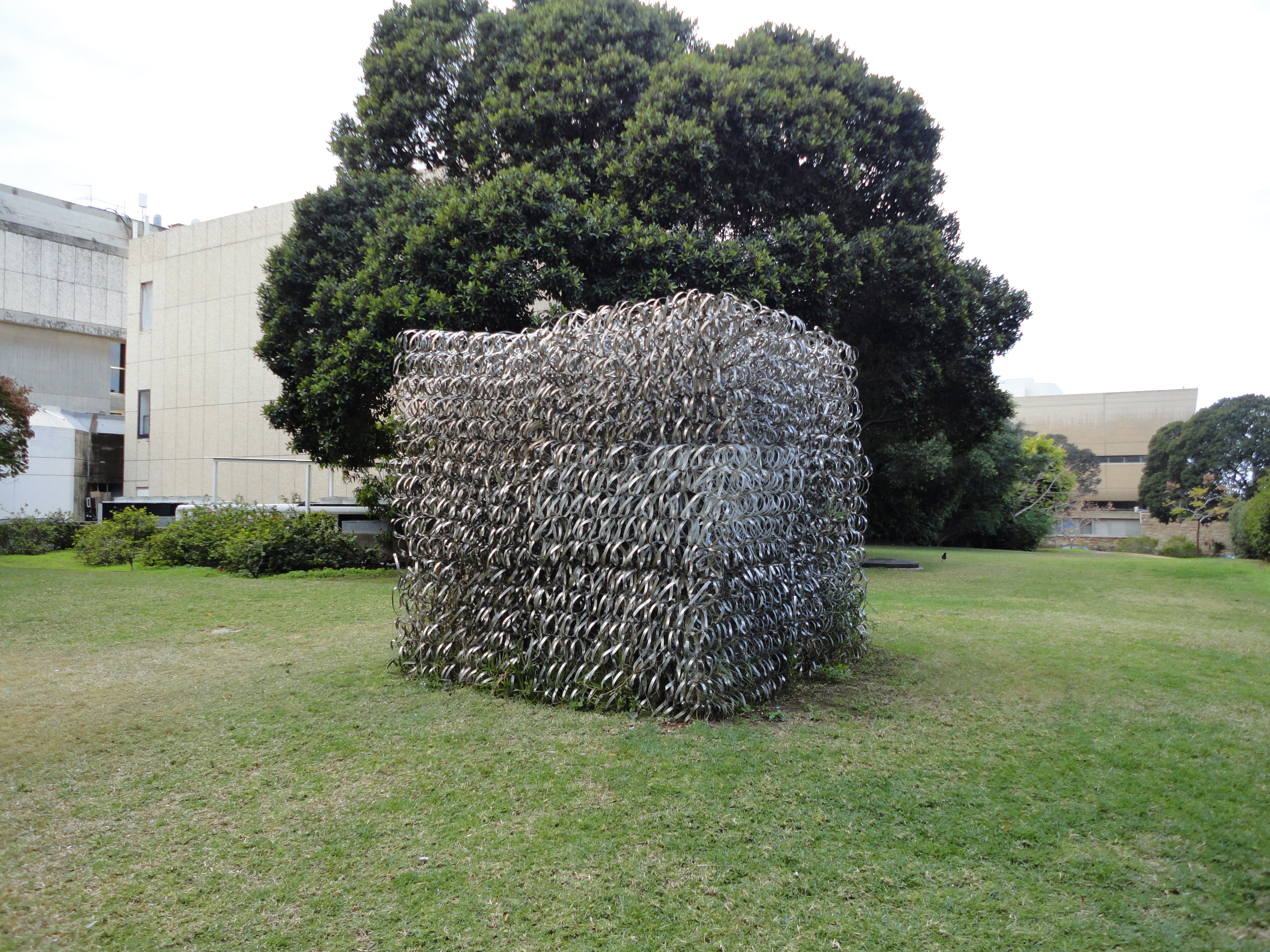
Бенни Эфрат, Энергия, 1969, Тель-Авивский университет, Тель-Авив-Яффо

В 1970-х годах приверженцы постконцептуального искусства провозгласили особый статус произведения искусства.
К израильским художникам концептуальных пост-минималистических инсталляций относятся: Авиталь Гева, Иегошуа Нойштейн, Миха Ульман, Буки Шварц, Бенни Эфрат, Цви Гольдштейн, Йохевед Вайнфельд, Адина Бар-Он, Нахум Тевет, Ор Нер, Михаэль Гитлин, Пинхас Коэн Ган.
Принципы этой группы 1970-х годов:
- безразличие к сионистской эстетике
- отвращение к регионализму, национальным мифам и индивидуальному героизму.

Программа Обмен культурами Авиталя Гевы (при участии Моше Гершуни) позволила жителям арабских деревень и кибуцникам обмениваться книгами друг с другом. Гева перенёс свою художественную деятельность в теплицу, чтобы выращивать овощи и разводить рыбу в прудах, сделав искусство образовательным инструментом.
Мемориал Ульмана (в память о ночи сожжения книг 10 мая 1933 года, на площади Бебеля в Берлине, 1995), создал стандарт израильской мемориальной скульптуры.
Буки Шварц занимался коррекцией перспективы и первым в стране видео-артом.
Иегошуа Нойштейн (в сотрудничестве с Марксом и Батле) выполнил первую экологическую звуковую скульптуру «Река Иерусалим» (1971 год), представлявший собой имитацию полноводной реки на краю Иудейской пустыни.

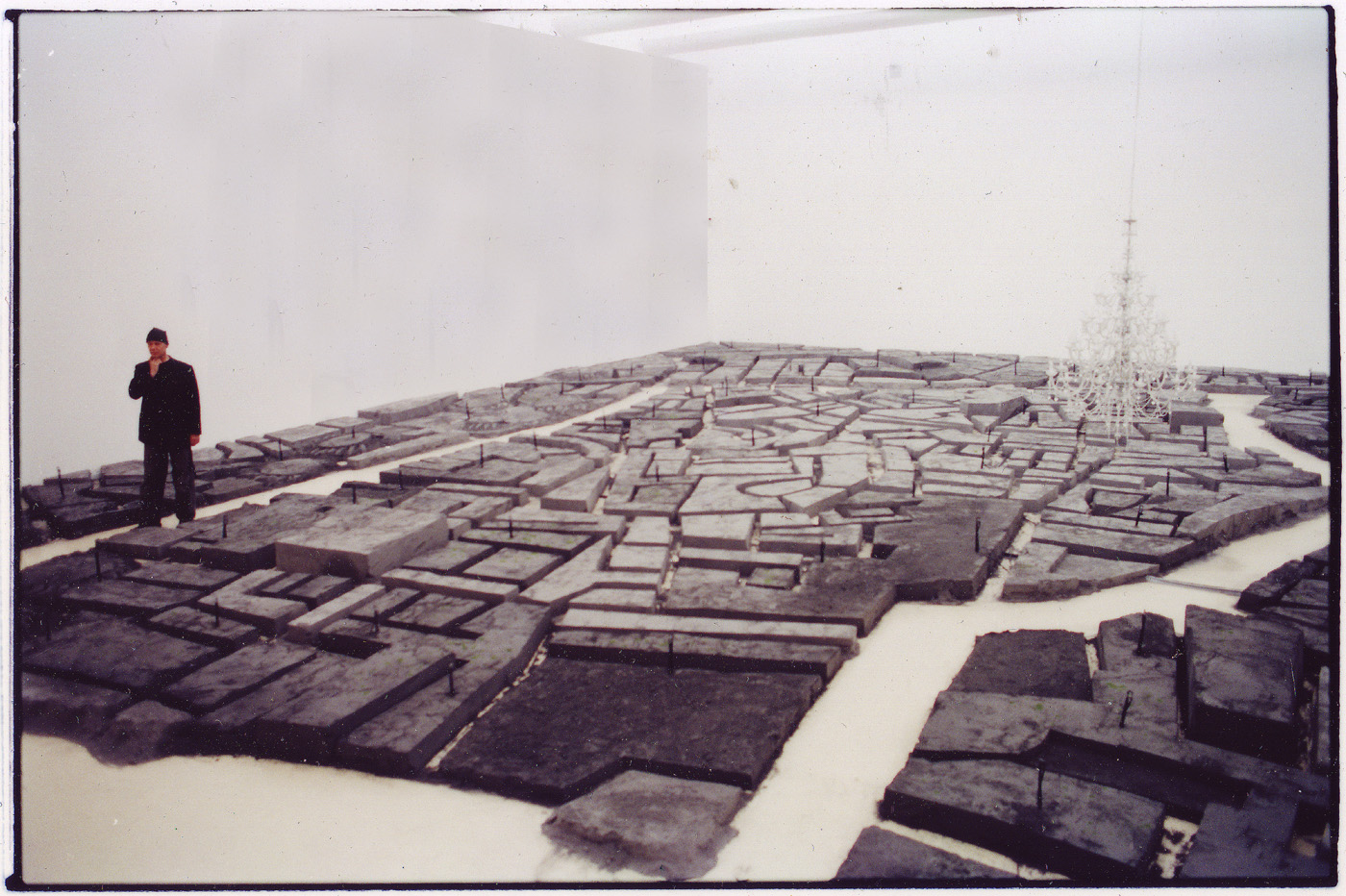
Иегошуа Нойштейн, Эш-Сити Бне-Брак, Музей Герцлии, 2000 г.

Инсталляция «Пять городов пепла» Иегошуа Нойштейна, представляющая собой рельефные карты из пепла на полу, была выставлена музеях пяти стран, а именно в США, Германии, Польше и в Израиле.
«Араратский экспресс» Эфрата 1986 года представлял собой процессию лошадей, проезжающую по улицам. Каждая лошадь несла на седле телевизор, показывавший документальный фильм о скитаниях толп людей, перемещённых в результате стихийных бедствий, голода или войны.
Эфрат, Иегошуа Нойштейн и Гитлин также создавали новую графику, с новыми материалами, инструментами и новой ролью зрителя. Бумажные работы Иегошуа Нойштейна были названы «эпистемологической абстракцией».
Эта дюжина художников не была организованным движением. Иногда их называли пост-минималами или концептуалами.

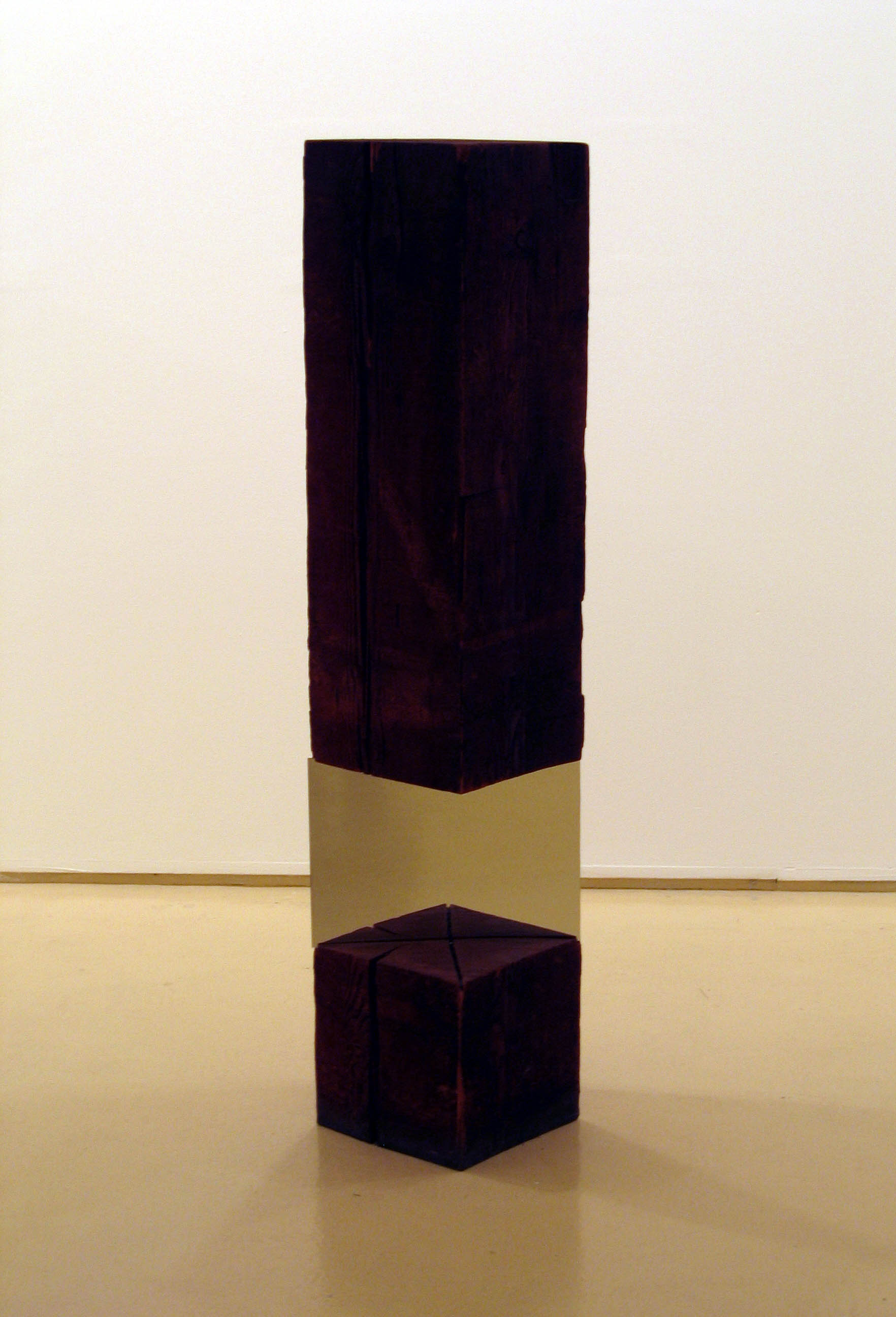
Буки Шварц, « Левитация», 1976 год.

Искусствовед Гидон Офрат присоединился к художественной инициативе, выставившей «Новую иерусалимскую школу» в противовес «Тель-Авивской школе».  Тель-авивская школа стремилась создавать своё искусство в рамках традиционных определений, художники «Иерусалима» стремились установить эрув (ритуальное ограждение) между искусством и жизнью. Две школы представляли собой два разных подхода, противопоставляющие «концептуальность» «живописности», универсальную абстракцию конкретной местности.
Фотография с 1970-х годов также стала средством самовыражения для художников, рассматривалась как инструмент объединения изображений в концептуальном искусстве, а также как средство документирования инсталляций и экспозиций. В то же время, в отличие от американского искусства того времени, лишь небольшая часть произведений искусства, созданных в Израиле, представляла собой концептуальное искусство, которое было полностью минимилистичным или «конкретным», отрицающим определение искусства как изображения или подражания. Среди художников, чьи работы частично отражали этот подход, были Бенни Эфрат, Буки Шварц, Майкл Гитлин и другие.
Эллен Гинтон в своей статье «Глаза нации: визуальное искусство в стране без границ» (1998) представила искусство 1970-х годов как ответ на политические и социальные проблемы Израиля того периода. По формулировке Итамара Леви, каждый элемент художественного произведения воспринимается и как дизайнерская деятельность, и как идеологическая концепция. Гинтон утверждала, что эти политические выражения продолжались до 1980-х годов, когда большинство художников отказались от этих подрывных художественных практик и вернулись к более традиционной художественной деятельности.

### Выставка «Место, концепция и «действие»

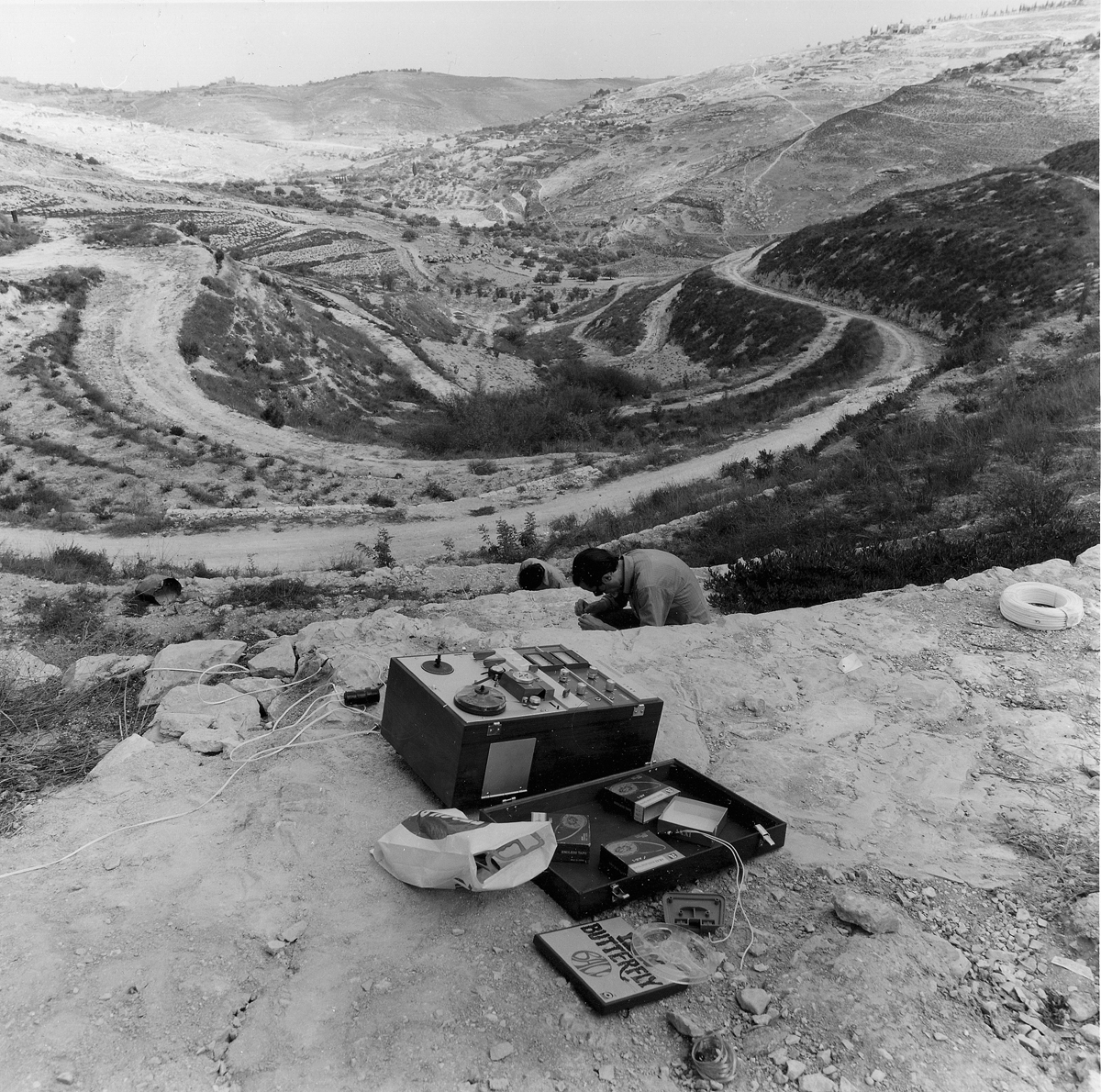
Иегошуа Нойштейн, Жерар Маркс, Жоржет Батль, «Проект реки Иерусалим», 1970 г.

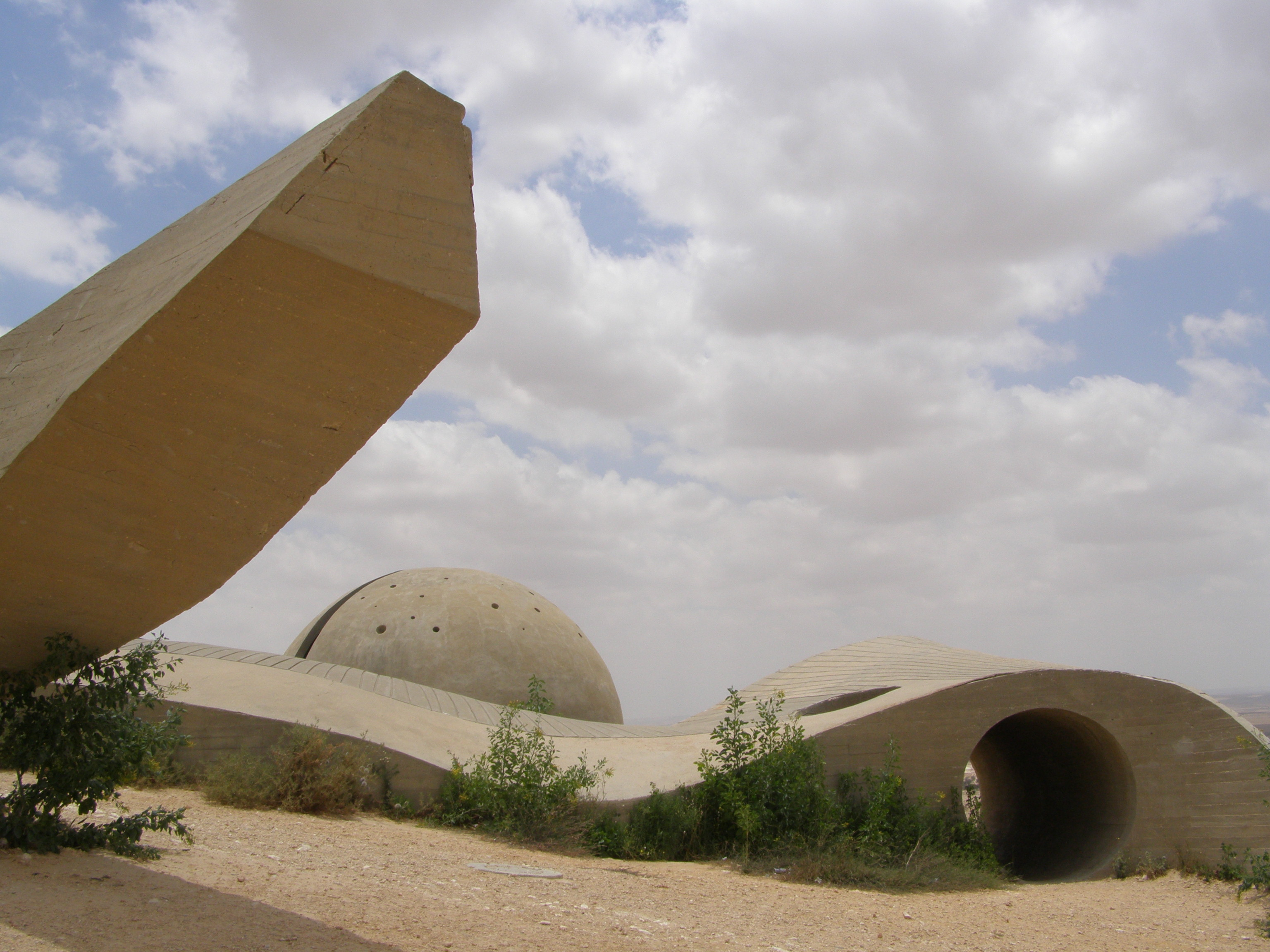
Дани Караван, Монумент бригаде Негев, 1963—1968 гг., Беэр-Шева

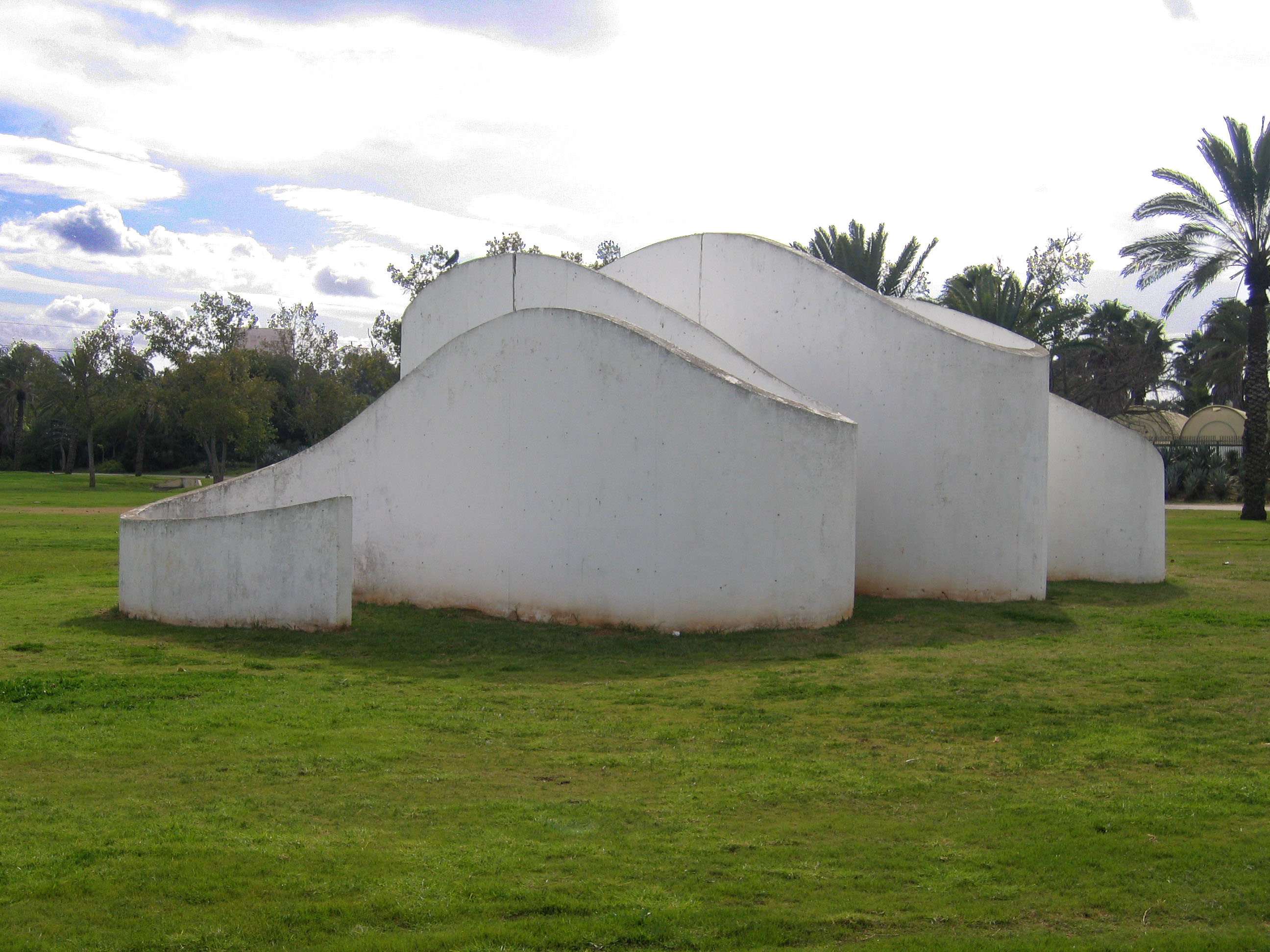
Ицхак Данцигер, Серпантин, 1975 год, Парк Яркон, Тель-Авив-Яффо

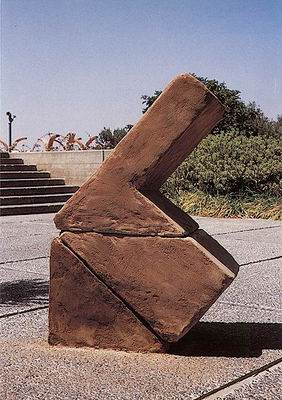
Миха Ульман, Пассаж, 1982 год, Музей Израиля, Иерусалим

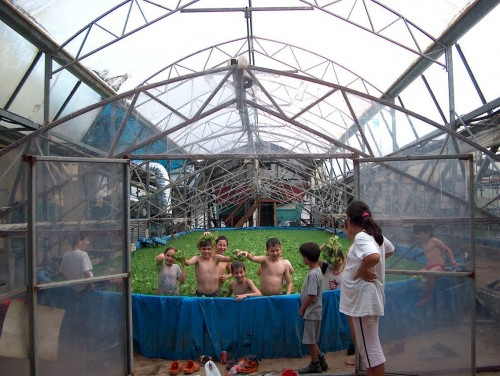
Авиталь Гева, «Теплица», кибуц Эйн-Шемер, Израиль

Один из первых проектов, реализованных в Израиле под лозунгом концептуального искусства, был «Проект реки Иерусалим» Иегошуа Нойштейна. В этой инсталляции, расположенной в сухом вади Восточного Иерусалима в районе Абу-Тор между монастырем Святой Клары и Кедронской долиной, из динамиков воспроизводились записанные на пленку звуки воды. Воображаемая река не только создавала художественную среду за пределами музея, но и иронически намекала на концепцию мессианского искупления, появившуюся после Шестидневной войны в духе Книги Иезекииля (Иез. 47:9) и Книга Захарии (Зах. 14:9). Эту работа свидетельствовала о влиянии американского ленд-арта.
В творчестве Ицхака Данцигера был выражен концептуальный аспект израильской вариации ленд-арта. Проект Восстановление каменоломни Нешер (в Нешере) был создан в результате сотрудничества Данцигера, эколога Зеева Наве и исследователя почв Джозефа Морина. Концепция проекта была выражена Данцигером так: «Природа не должна возвращаться в её естественное состояние».
В 1977 году 350 саженцев дуба были посажены на Голанских высотах, с целью создания пространства, увековечивающего память павших солдат подразделения «Эгоз». По предложению Данцигера, акцент в этом памятнике был сделан на пейзаже, памятник представлял собой обзорную площадку и был создан по мотивам идей бедуинских и палестинских ритуальных мест (деревья используются рядом с могилами почитаемых лидеров в качестве ритуального центра, люди приходят повесить на ветки куски ткани и загадать желание).
В 1972 году группа молодых художников, находящихся под влиянием идей Данцигера, создали Проект «Мецер-Месер между кибуцем Мецер и арабской деревней Месер. Миха Ульман осуществил обмен между ними символической красной землей а Авиталь Гева создал на территории между двумя общинами импровизированную библиотеку книг. Игаль Тумаркин в конце 1970-х годов создал серию работ под названием «Ограды из оливковых деревьев и дубов», в которых временные скульптуры были окружены деревьями. В таких работах, как «Распятие Земли» (1981) и «Бедуинское распятие» (1982), Тумаркин отражает изгнание палестинцев и бедуинов с их земель и создает для этих земель «столбы распятия».
Группа «Левиафиан» (Авраам Офек, Михаил Гробман и Шмуэль Акерман) объединила концептуальное искусство, ленд-арт и еврейскую символику на основе трёх основных элемента: примитив, символ и знак. В работе Офека «Письма света» (1979) буквы проецировались на людей, ткани и почву Иудейской пустыни. В другой работе «America, Аfrica, Green Card» Офек разместил слова «Америка», «Африка» и «Зеленая карта» на стенах во время симпозиума по скульптуре.

### Личность и тело

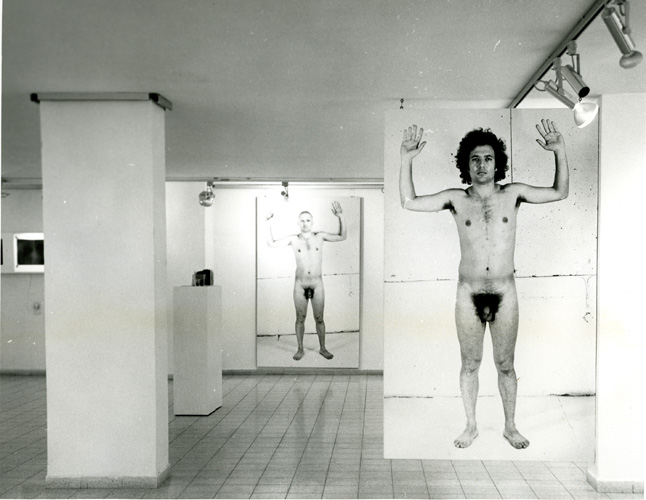
Гидеон Гехтман, Экспозиция (Вид инсталляции), 1975 г.

в Израиле пейзаж, как пространство для перформанса и гендерного выражения, никогда не занимал центральное место, как это было в искусстве США того периода. Работы израильских художников были сдержаны в своем художественном языке. В творчестве многих израильских художников, таких как Моше Гершуни, Тамар Геттер и других, отношение к телу было ассимилировано в социально-политическое значение. В своей работе «Письмо Бойсу» (1974) Геттер написала вымышленное письмо художнику Йозефу Бойсу.
В своей работе «Виа Долороза» (1973) Мотти Мизрахи, ходивший на костылях, через серию фотографий задокументировал свою прогулку по маршруту Виа Долороза на костылях, с автопортретом на спине. Работы Гидеона Гехтмана в этот период посвящены сложным взаимоотношениям между искусством и жизнью художника, художественным изображением и реальной жизнью. На выставке «Экспозиция» (1975) Гехтман описал ритуал бритья волос на теле в рамках подготовки к операции на сердце, которую он перенес, используя сфотографированные документы, такие как письма врачей и рентгеновские снимки с искусственным сердечным клапаном, имплантированным в его тело. В других работах, например «Кисти» (1974—1975), он использовал волосы со своей головы и голов членов семьи, прикрепив их к разного рода кистям, которые выставил в деревянных ящиках-мощевиках, созданных в соответствии со строгими эстетическими стандартами минимализма.

### Политическое искусство
После Войны Судного дня в израильском искусстве заметно усилился протест против израильского милитаризма, выраженный в основном посредством перформанса.
Одним из ведущих художников этого протестного движения был Пинхас Коэн Ган («Прикосновение к границе», 7 января 1974, «Представлении в политическом лагере в Иерихоне», 10 февраля 1974). В иерихонском перфомансе Коэн создал связь между своим личным опытом иммигранта и опытом палестинского иммигранта, построив палатку и конструкцию, похожую на парус лодки. В 2000 году Ган организовал беседу между двумя беженцами на тему «Израиль через 25 лет», заявив: «Беженец — это человек, который не может вернуться на свою родину».
Артисты Габи Класмер и Шарон Керен дали ряд перформансов политического характера. 24 апреля 1973 года они нарисовали самолёты, танки и солдат на улицах Иерусалима, подпись гласила: «Кому нужен парад?» В тот же день они оба появились на церемонии вручения «Медали за отвагу» в Иерусалимском театре, закутанные в бинты и украшенные военными медалями.
Эфрат Натан создала ряд перформансов с критикой израильский милитаризма после Шестидневной войны. В перфомансе «Скульптура головы» Натан гуляла по улицам Тель-Авива на следующий день после ежегодного военного парада 1973 года, с деревянной скульптур-маской на голове в виде буквы «Т» напоминавшей крест или самолёт.
В работе Моше Гершуни «Нежная рука» (1975—1978) сопоставлена газетная статья о насилии над палестинцем и любовная песня Залмана Шнеура, исполненная на арабскую мелодию времен Второй алии (1904—1914). Гершуни пел, как муэдзин, в громкоговоритель, установленный на крыше Тель-Авивского музея. В другой работе «Кто сионист, а кто нет?» (1979) Гершуни написал эти слова на стенах галереи розовато-красной пастелью. В этих работах минималистская и концептуалистическая этика служила инструментом критики сионизма и израильского общества.

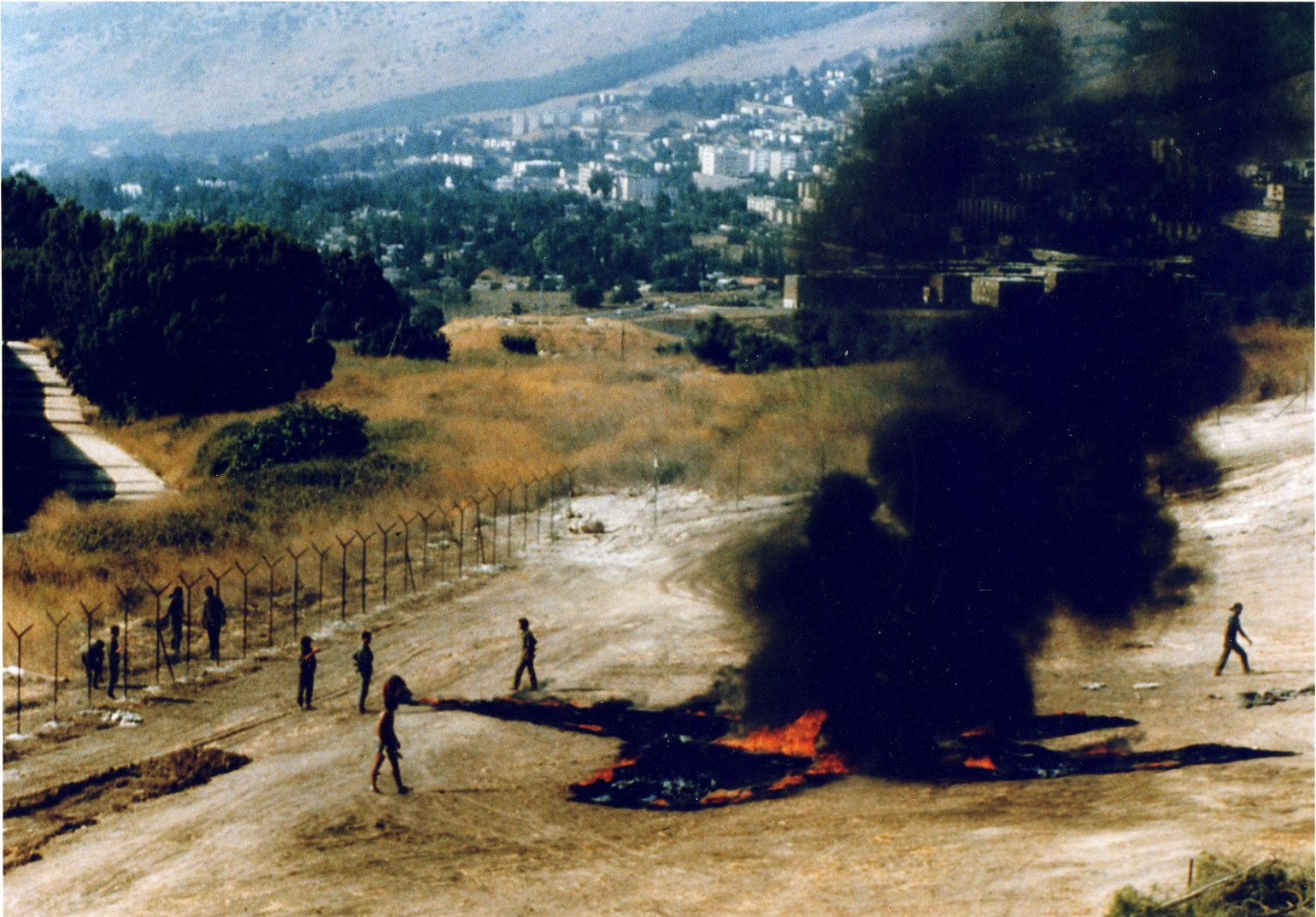
Иегошуа Нойштейн «Натюрморт на границе», Тель-Хай, Израиль, 1983 г.

«Натюрморт» Джошуа Нойстейна (1983) представлял собой самолёт-призрак из горящих автомобильных покрышек на границе с Ливаном.

## 1980-е годы

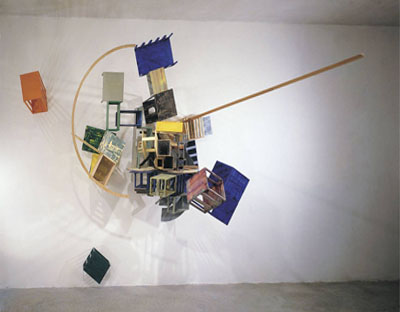
Наум Тевет, Джеммейн, 1986 г., Кунстхалле, Мангейм

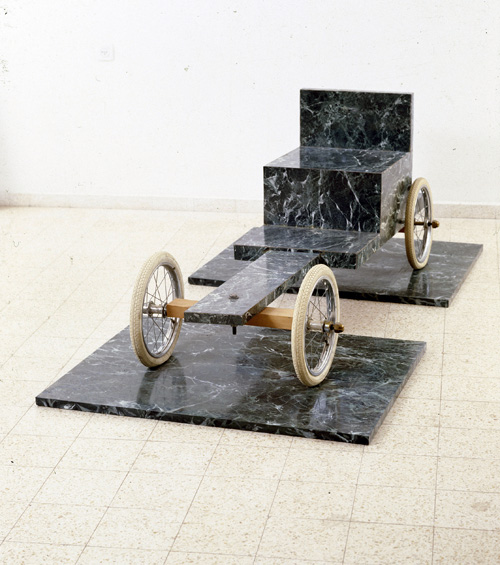
Гидеон Гехтман, Тележка, 1984 г.

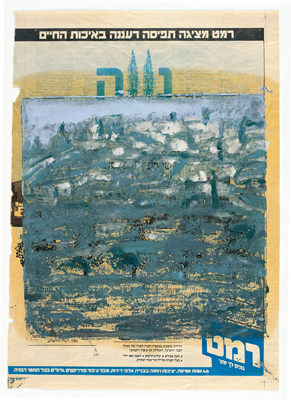
Ларри Абрамсон из серии Цуба", 1993-4, впечатление о газете № XIV, частная коллекция

Стиль в 1980-х годах изменился, большинство художников вернулись к живописи. Постмодернистский дух в искусстве во всём мире диктовал характерное смешение стилей, соединение эстетики минимализма с американским нео-попом, поп-артом (влияние американского искусства, художника Джеффа Кунса). Моден был экспрессивный стиль Плохая живопись (влияние Георга Базелица и Джулиана Шнабеля).
Эти международные тенденции проникли в израильское искусство, развился дискурс идентичностей. Повествовательная живопись вернулась и восстановила свой статус среди местных художников, намеренно сочетая постмодернистское использование «высокого» и «низкого».
Михаль Неэман, создававшая коллажи и другое концептуальное искусство в 1970-х годах, перешла к крупномасштабным картинам с психологическим и психоаналитическим подтекстом. Моше Гершуни перешёл от концептуальной и минималистической скульптуры к живописи, полной импасто (густо наложенной краски), в которой он объединил гомоэротическую символику со стихами из Библии и других иудео-христианских источников. Ещё одним заметным аспектом его искусства тех лет было использование отсылок к Холокосту и еврейской культуре в Европе. Техника живописи Гершуни включала нанесение краски руками, без использования кисти.
Другие художники работали в более формалистическом подходе. Художница Дити Альмог выставила большие картины с текстильными мотивами, такими как пуговицы, ткани для рубашек, её работы имели абстрактный и декоративный стиль. Исаак Голомбек и Нахум Тевет вводили в свои инсталляции предметы быта.
В искусстве 1980-х усилился «протест», на это повлияли Ливанская война 1982 года и начало Первой интифады. Политический характер носили произведения художника Давида Риба. В картине «Зеленая линия с зелеными глазами» (1987) были показаны границы Израиля без завоеваний Шестидневной войны. Циби Гева сопроводил восточные фигуры, нарисованные в экспрессивно-наивной манере, надписями типа «Здесь Арара», «Умм-эль-Фахм».
Ларри Абрамсон представил критический взгляд на израильский сионизм. На газетах 1967 года, времен Шестидневной войны, он изображал чёрный квадрат (отсылка к Малевичу), череп, очертания растений и досок, трещины и обломки, приобретающие новый смысл на фоне хроники национальных событий Израиля. Серия абстрактных картин под названием «Цуба» (отсылка к Цуба) была создана Абрамсоном в ответ на одноимённые абстрактные картины Иосифа Зарицкого, стёршего все остатки арабской деревни.
В этот период художественная фотография из незначительной области искусства превратилась в значимую. Большое количество художников вернулись после обучения фотографии в США, среди них Ави Ганор, Одед Йедайя, Игаль Шем Тов, Симха Ширман, Деганит Берест. В Музее искусств Эйн-Харод в середине 1980-х годов была проведена выставка «Израильская фотография».
Такой новый аспект, как постановочная фотография использовался в работах таких фотографов, как Миша Киршнер (Портрет модели Тами Бен-Ами (1982)).
Начало развиваться и исполнительское искусство, представители которого организовались в группу «Укрытие 209», по номеру бомбоубежища в Тель-Авиве, в котором они выступали. Членами этой группы были Дэнни Закхайм, Тамар Рабан и Анат Шен.
Независимо от них Группа Зик создавала изображения крупных тараканов, которых сжигали в ходе сложных церемоний, включавших ритуальные элементы.

## 1990-е и 2000-е годы

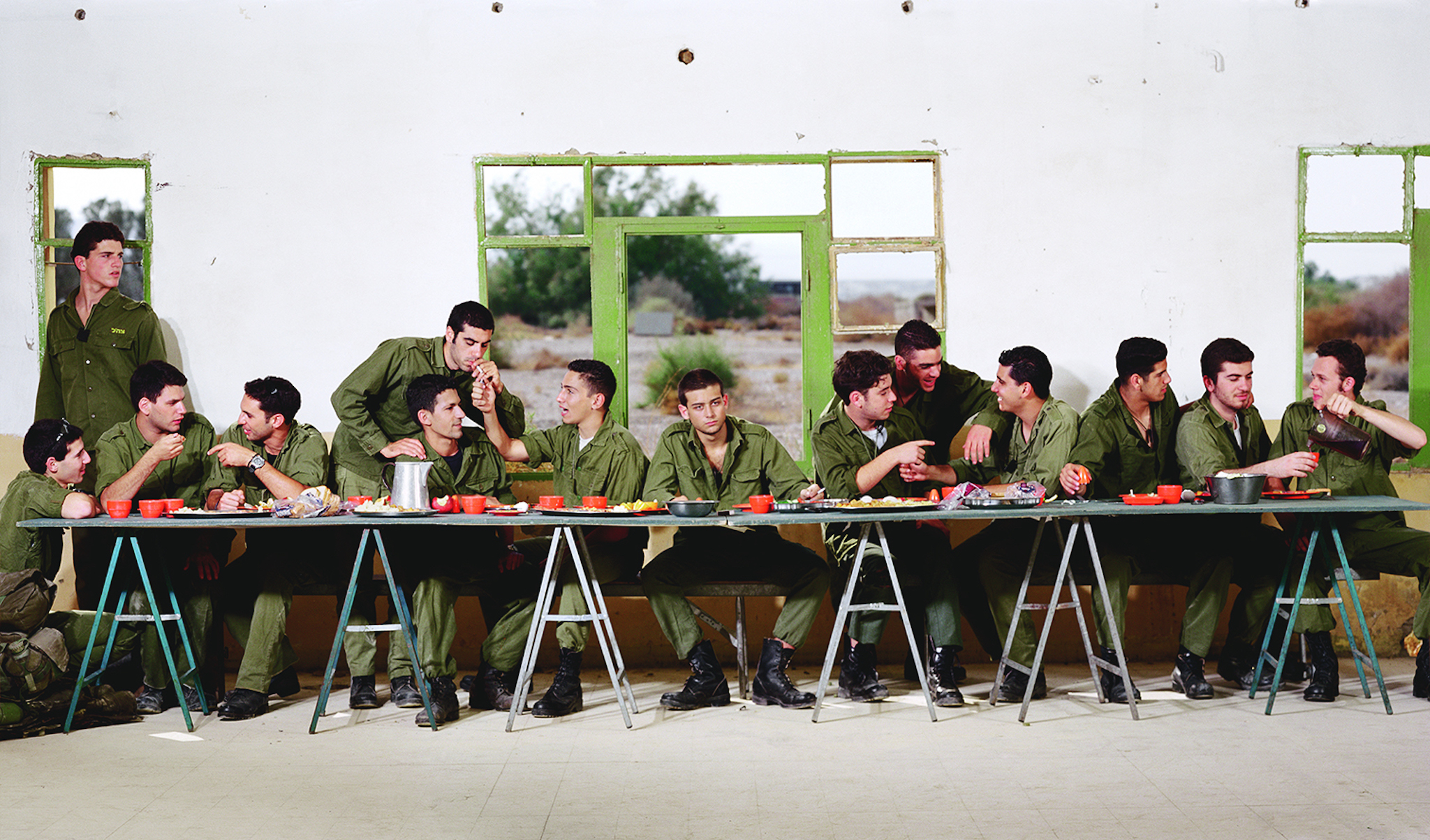
Ади Несс, Без названия (Тайная вечеря), 1999 г., Музей Израиля, Иерусалим

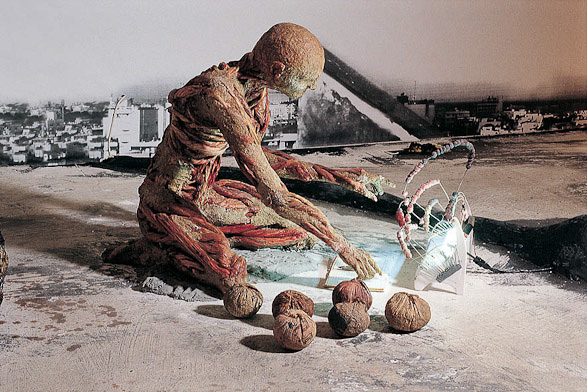
Сигалит Ландау, Регистратор дней и фруктов, 2002 г., (из серии «Страна»)

В 1990-е годы обозначилась тенденция открытости современным течениям международного искусства. Ежемесячный журнал «Студия», под редакцией Сары Брейтберг-Семель, открывал израильскому читателю современное международное искусство; сообщал об открытии новых израильских галерей, информировал о выставках, посвященных сотрудничеству между израильскими и зарубежными художниками, способствовал укреплению периферийных музеев (таких как Музей современного искусства Герцлии). Был основан проект «Арт-Фокус» (1994), как биеннале международного искусства.
Произошёл значительный рост художественной и коммерческой значимости различных видов медиа, таких как фотография, инсталляции и видеоперформанс.
Ещё одной тенденцией 1990-х годов стал возврат к реалистической фигуративной живописи, то есть живописи, создаваемой взглядом на рисуемый объект. Художник Исраэль Гершберг был лидером этого направления и даже открыл школу живописи для обучения молодых художников.
Местные скульпторы 1990-х годов тяготели к крупным и детальным инсталляциям. Нередко они демонстрировали своего рода протест против социальных ценностей, используя художественные символы. Михаль Ровнер использовала видеоарт для создания богатых и сложных текстур, состоящих из изображений людей и производящих примитивно-первобытный эффект.
Гай Бен-Нер создал видеоролики, разрушающие институт семьи, используя комические, художественные эффекты.
Сигалит Ландау создавала среду, богатую объектами с выразительным внешним видом, отражающую её интерес к переходным ситуациям и социально-политической критике («Храмовая гора» (1995), «Страна» (2002)).
Охад  Мероми сочетал «примитивные» образы с модернистскими ценностями («Клиника» (1999), «Мальчик из южного Тель-Авива» (2001)).
Старшее поколение скульпторов также обратилось к историческому повествованию более личного характера. Филип Ранцер в скульптурах и инсталляциях воссоздал свой детский опыт нового иммигранта в Израиле. Пенни Яссур создавала работы, которые вызывали воспоминания о Холокосте, а также другие личные переживания. Наум Тевет создавал скульптурные конструкции, стремившиеся отразить её воспоминания. На своей выставке «Йотам» (1999) Гехтман представил серию работ, связанных со смертью его сына, в рамках работ, относящихся к постмодернистским средствам тиражирования и воспроизведения.
В области живописи видны попытки критиковать общество языком искусства. Нурит Давид и Мейра Шемеш создали фигуративные картины, отражающие неудавшуюся попытку семейного совершенствования и художественного совершенства. Художник Таль Мацлиах создавал декоративные картины об отсутствии сексуальной адекватности. Циби Гева продолжил свою работу 1980-х годов («Кеффия», «Билади»).
Художники, которые считали себя представителями меньшинства (арабы) в израильском обществе, отражали главные израильские символы. Художник Ассам Абу Шакра использовал сионистский символ «Сабра», как символ израильско-арабской идентичности. Другой художник, Шариф Вакед, создал в своей серии «Иерихон прежде всего» (2002) метаморфозу образа охотника в напольной мозаике в Хирбат-эль-Мафджаре, к северу от Иерихона, как средство политической критики.
Фотограф Ади Нес использовал фотографии израильских солдат в экзистенциальных ситуациях, сочетая их с изображениями гомоэротического значения и смерти. На безымянной фотографии (1999 , получившей название «Тайная вечеря», солдаты воссоздают «Тайную вечерю» Леонардо да Винчи.

## Современное израильское искусство

### Между израильским и еврейским искусством
В 2013 году была основана Иерусалимская биеннале, как платформа для современных художников и кураторов, которые стремятся через свои работы обратиться к еврейскому содержанию и традициям. Современные израильские художники, такие как Сигалит Ландау, Мотти Мизрахи и Майя Зак, представили свои работы на биеннале. Четвёртая биеннале прошла в октябре-ноябре 2019 года.

## Дальнейшее чтение
- Dalia Manor, Art in Zion: The Genesis of Modern National Art in Jewish Palestine, Routledge, London, 2005
- Joshua Simon, Neomaterialism, Sternberg Press, Berlin, 2013